# Konkurs Piosenki Eurowizji 2023
67. Konkurs Piosenki Eurowizji odbył się 9, 11 i 13 maja 2023 w Liverpool Arena w Liverpoolu. Koncerty zorganizowała Europejska Unia Nadawców i brytyjski nadawca British Broadcasting Corporation (BBC) w imieniu ukraińskiego nadawcy Suspilne. Był to dziewiąty konkurs, który odbył się w Wielkiej Brytanii.
Finał konkursu wygrała Loreen, reprezentantka Szwecji z piosenką „Tattoo”, za którą otrzymała łącznie 583 punkty w głosowaniu jurorów i telewidzów.

## Lokalizacja

### Miejsce organizacji konkursu
Telewizja BBC otrzymała prawa do organizacji 67. Konkursu Piosenki Eurowizji dzięki przekazaniu ich w imieniu ukraińskiego nadawcy NSTU, który nie mógł sprostać wymaganiom organizacji ze względu na obawy związane z bezpieczeństwem spowodowane rosyjską inwazją na Ukrainę. 7 października organizatorzy potwierdzili, że konkurs odbędzie się w Liverpool Arena w Liverpoolu w dniach 9, 11 i 13 maja. 9 grudnia ujawniono, że koszt organizacji konkursu wyniesie ponad 14 mln funtów szterlingów, z czego 4 mln będą pochodzić z szeregu organów lokalnych, a 10 mln ze strony BBC, EBU i rządu brytyjskiego.

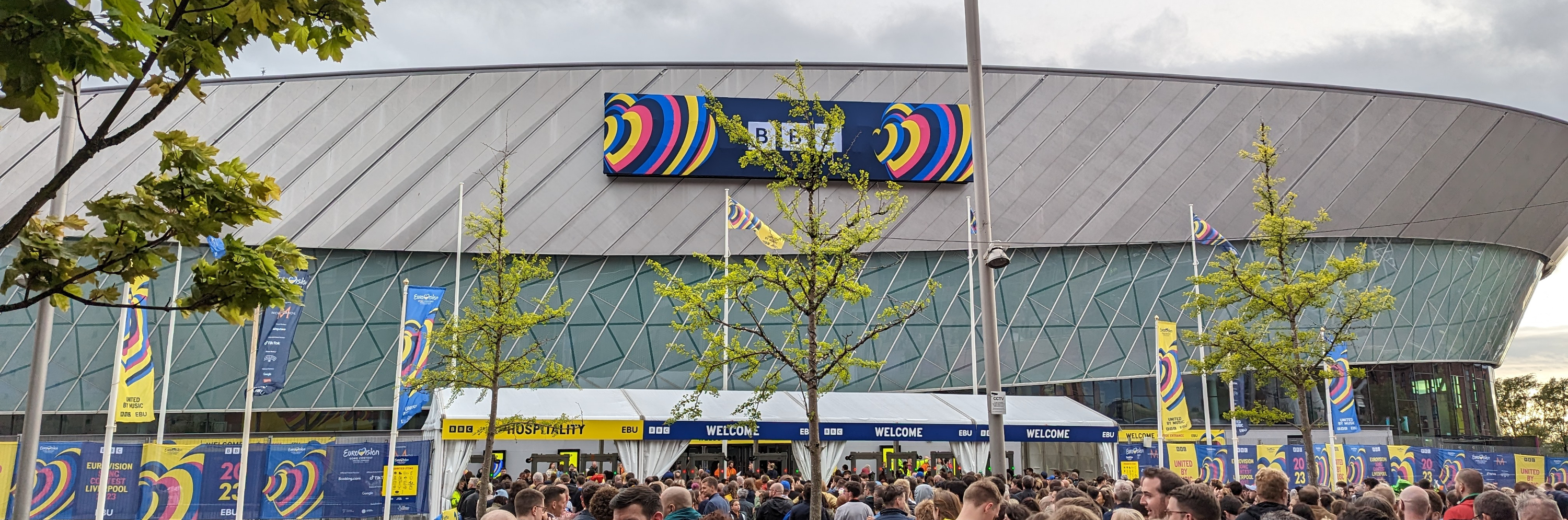
Liverpool Arena, miejsce organizacji konkursu

Uroczysta ceremonia otwarcia konkursu odbyła się 7 maja w St George’s Hall, po defiladzie uczestników po turkusowym dywanie w Walker Art Gallery.
Podobnie jak w poprzednich latach, dla gości i akredytowanych dziennikarzy przygotowano kilka atrakcji, w tym m.in. wioskę eurowizyjną (ang. Eurovision Village; miejsce na spotkania artystów i członków delegacji z fanami imprezy oraz akredytowanymi dziennikarzami) zlokalizowaną na Pier Head oraz euroklub (miejsce imprez dla akredytowanych dziennikarzy i fanów) w Camp and Furnace. Przed konkursem miasto zostało udekorowane plakatami i instalacjami związanymi z konkursem.

### Proces wyboru miejsca organizacji
Ukraina dwukrotnie organizowała Konkurs Piosenki Eurowizji. Obydwa razy konkurs odbył się w Kijowie: w 2005 roku w Pałacu Sportu oraz w 2017 roku na terenie Międzynarodowego Centrum Wystawienniczego. Po zwycięstwie kraju w konkursie w 2022 z utworem „Stefania” zespołu Kalush Orchestra, rozpoczęły się spekulacje, gdzie odbędzie się konkurs w 2023, na wypadek, gdyby ukraiński nadawca NSTU nie mógł być gospodarzem ze względu na rosyjską inwazję. Zainteresowanie organizacją konkursu wyraziły: Szwajcaria, Szwecja, Włochy, Wielka Brytania oraz Holandia. Jacek Kurski, prezes Telewizji Polskiej, ogłosił, że nadawca byłby chętny pomóc ukraińskiej telewizji w organizacji konkursu.
Po finale konkursu prezydent Ukrainy Wołodymyr Zełenski ogłosił, że konkurs odbędzie się na Ukrainie, a 17 maja Mykoła Czernotycki, przewodniczący NSTU, stwierdził, że nadawca zrobi wszystko co możliwe, aby przeprowadzić Konkurs Piosenki Eurowizji 2023 w kraju. Oficjalne konsultacje NSTU z EBU dotyczące organizacji konkursu rozpoczęły się 20 maja, a w czerwcu ukraiński rząd utworzył komitet, który miał wspomóc organizację. Rozważano możliwość organizacji konkursu we Lwowie, Kijowie, lub na terenie obwodu zakarpackiego niedaleko granicy z Węgrami lub Słowacją. Pierwszy zastępca szefa Kijowskiej Miejskiej Administracji Państwowej, Mykoła Poworoznyk, przekazał iż Kijów byłby gotowy do organizacji konkursu, gdyby został o to poproszony.
17 czerwca EBU ogłosiła, że z powodu rosyjskiej inwazji na Ukrainę przygotowania do konkursu nie będą mogły odbyć się z planem, przez co konkurs nie odbędzie się na Ukrainie, a organizacja rozpocznie rozmowy z brytyjskim nadawcą BBC, który w konkursie w 2022 zajął drugie miejsce. W odpowiedzi Czernotycki oraz Tkaczenko wraz z ukraińskimi zwycięzcami Eurowizji Rusłaną, Dżamałą i członkiem Kalush Orchestra Ołehem Psiukiem wydali wspólne oświadczenie, poparte przez różnych polskich oraz brytyjskich polityków, w którym domagali się dalszych rozmów z EBU w sprawie organizacji imprezy na Ukrainie. Stanowisko poparł m.in. ówczesny premier Wielkiej Brytanii Boris Johnson. 19 czerwca The Guardian doniósł, że Unia Europejska pracuje nad organizacją konkursu w 2023 roku w Brukseli w imieniu Ukrainy jako gest solidarności. Pod koniec czerwca EBU ponownie odrzuciła prośbę ukraińskiego nadawcy, podkreślając względy bezpieczeństwa, a jednocześnie wzywając do nieupolitycznienia procesu wyboru kraju gospodarza.
25 lipca 2022 roku ogłoszono, że konkurs na terenie Wielkiej Brytanii zorganizuje brytyjski nadawca BBC. Równolegle z potwierdzeniem kraju gospodarza, nadawca BBC rozpoczął proces przetargowy wyboru miasta organizatora. Chętne brytyjskie miasta miały czas do 11 sierpnia zgłosić oficjalną kandydaturę do BBC i EBU. Miasta, które znalazły się w fazie finalnej, zostały ogłoszone 12 sierpnia 2022 podczas programu porannego BBC Radio 2, a miasta były następujące: Birmingham (w obiekcie NEC Arena, w mieście odbył się Konkurs Piosenki Eurowizji 1998), Glasgow (w obiekcie The Hydro, w którym odbył się konkurs w filmie Eurovision Song Contest: Historia zespołu Fire Saga), Leeds (w obiekcie Leeds Arena), Liverpool (w obiekcie Liverpool Arena), Manchester (w obiekcie Manchester Arena), Newcastle upon Tyne (w obiekcie Newcastle Arena) oraz Sheffield (w obiekcie Sheffield Arena, który dostał poparcie ze strony South Yorkshire Mayoral Combined Authority). Do 8 września miasta te miały czas uzupełnienia swojej kandydatury oraz dostarczenie jej ostatecznej wersji do przetargu. Zwycięzcę przetargu wybrano z myślą o liście kryteriów takich jak: posiadanie odpowiedniej hali i wystarczającej przestrzeni, aby spełnić wymagania organizacyjne; zobowiązanie, jakie może podjąć miasto lub region w celu zorganizowania wydarzenia, w tym wkład finansowy; siła oferty kulturalnej, która obejmuje lokalną i regionalną aktywność, a także prezentację ukraińskiej kultury i muzyki; oraz zgodność ze strategicznymi priorytetami BBC jako nadawcy publicznego, takimi jak dostarczanie wartości wszystkim odbiorcom i wspieranie kreatywnej gospodarki w Wielkiej Brytanii.
Ostatecznie ofertę wysłało 20 brytyjskich miast, w tym: Aberdeen, Belfast, Birmingham, Bristol, Glasgow, Manchester, Newcastle upon Tyne, Leeds, Liverpool, Sheffield. Mimo zainteresowania, kandydatury nie wysłały miasta: Brighton, Cardiff, Derry/Londonderry, Sunderland i Wolverhampton. Początkowo kandydaturę miała wysłać rada miejska Londynu, jednak nie wiadomo, czy do tego doszło. Konsultacje z rządem brytyjskim mogły zostać przeprowadzone w celu pomocy w podjęciu decyzji o miejscu organizacji, ale ostateczna decyzja została podjęta wyłącznie przez BBC i EBU. 27 września podano do informacji publicznej, że w przetargu o organizację konkursu pozostały jedynie Glasgow i Liverpool.
7 października organizatorzy potwierdzili, że konkurs odbędzie się w Liverpool Arena w Liverpoolu.

## Organizacja
W październiku 2022 nadawca BBC opublikował nazwiska ośmioosobowej grupy odpowiedzialnej za organizację konkursu: Andrew Cartell będzie pełnić rolę kierownika wykonawczego ze strony BBC, a trzeci rok z rzędu kierownikiem wykonawczym ze strony Europejskiej Unii Nadawców (EBU) został Martin Österdahl; główne stanowisko dyrektora zarządzającego objął Martin Green, a scenariusz przygotował Lee Smithurst. Dyrektorem muzycznym konkursu został Kojo Samuela, a głównym dyrektorem kreatywnym – Dan Shipton. Produkcją konkursu zajęło się BBC Studios, komercyjna spółka zależna BBC.

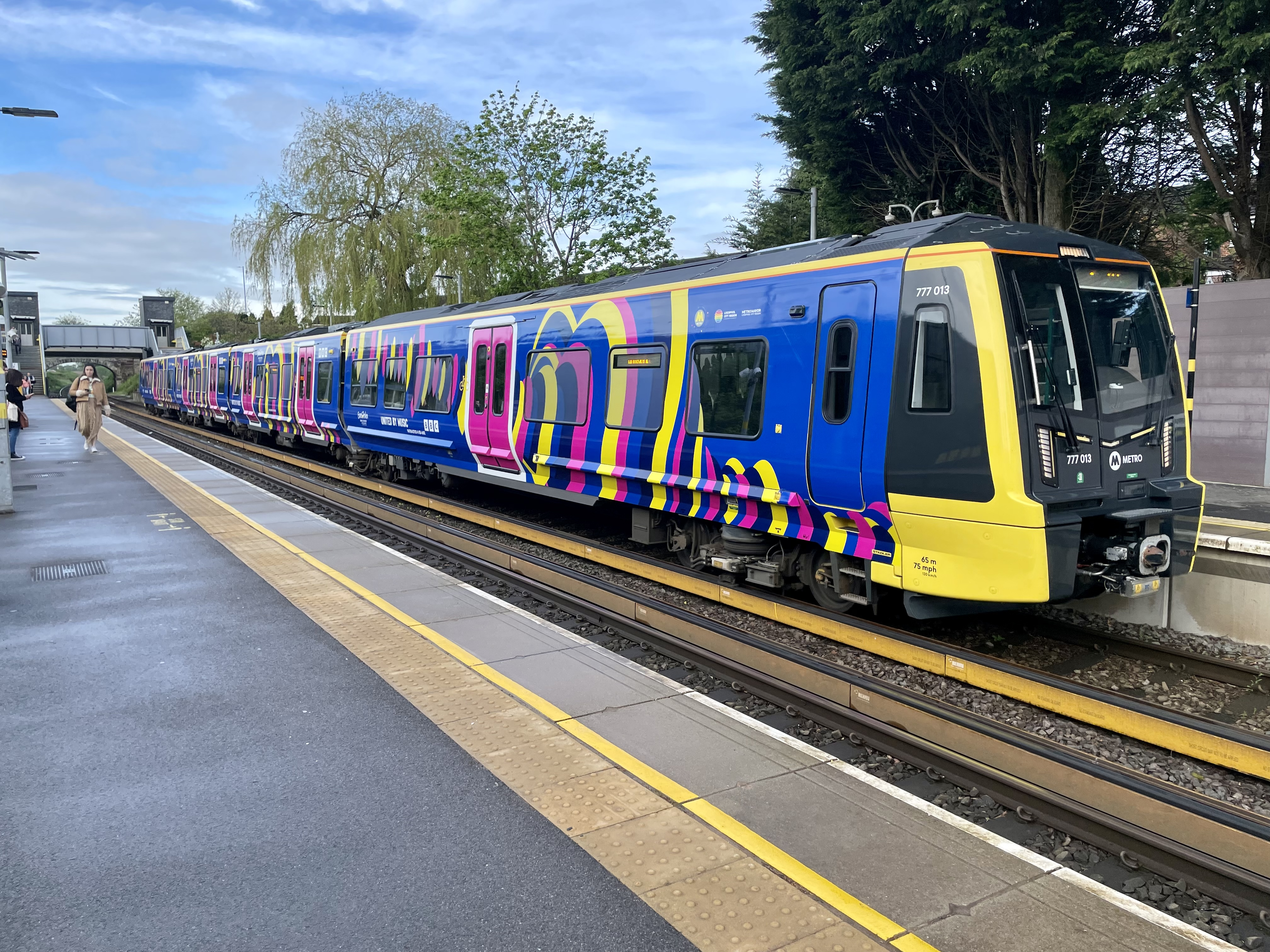
Pociąg liverpoolskiej kolei miejskiej Merseyrail oznaczony promocyjnie oficjalnym logo konkursu na czas wydarzenia

Ukraiński nadawca publiczny NSTU współpracował z BBC w celu opracowania i wdrożenia do konkursu ukraińskich elementów m.in. w grafice tematycznej, podkładzie muzycznym (stworzonym częściowo przez Dmytro Szurowa), wyborze prezenterów, pocztówkach oraz aktach openingowych i interwałowych. Memorandum pomiędzy BBC a NSTU zostało podpisane 12 października. Ze strony ukraińskiej telewizji wytypowano na stanowisko producentów – Oksanę Sybińską, Tetianę Semenową i Hermana Nenowa. W sumie 3 tys. biletów spośród każdego z koncertów zarezerwowano dla wysiedlonych Ukraińców, zamieszkałych w Wielkiej Brytanii.
Partnerem prezentacyjnym konkursu po raz kolejny został producent kosmetyków do włosów Moroccanoil, jako część pięcioletniego kontraktu podpisanego przez firmę z EBU. Oficjalnym partnerem edycji została branża likieru Baileys, a oficjalną linią lotniczą konkursu została linia EasyJet. Oficjalnym partnerem rozrywkowym konkursu ponownie została aplikacja TikTok, za pomocą której upubliczniono m.in. nagrania z prób.
Sprzedaż biletów ruszyła 7 marca, ceny biletów za udział w koncercie na żywo wahała się od 30 do 290 funtów, w przypadku prób i półfinałów na żywo oraz od 80 do 390 funtów w przypadku prób i wielkiego finału na żywo.

### System głosowania
22 listopada 2022 EBU ogłosiła zmiany w systemie głosowania w konkursie. Na wyniki półfinałów, jak w latach 2004–2007, wpływ miało wyłącznie głosowanie telewidzów, lecz w finale wystąpił dotychczasowy system głosowania, w którym komisje jurorskie oraz telewidzowie w każdym kraju przyznają osobne punkty dziesięciu najwyżej ocenionym przez siebie krajom. W przypadku, gdy kraj nie mógłby przedstawić wyniku telewidzów, wynik ten zostałby wygenerowany przez znalezienie średniej punktów innych krajów w koszyku losowania półfinałów, a jeśli to punkty jury zostaną unieważnione, to punkty ze strony telewidzów zostałyby podwojone. Widzowie z krajów nieuczestniczących również mogli głosować w obydwu półfinałach i finale poprzez specjalną stronę internetową za weryfikacją karty kredytowej, a ich głosy zostaną zsumowane i przedstawione jako jeden indywidualny zestaw punktów pod nazwą „reszta świata”. Czas głosowania w finale wydłużono do ok. 40 minut (w półfinałach, standardowo, czas wynosi 15 minut).

### Motyw graficzny, projekty sceny i pocztówek

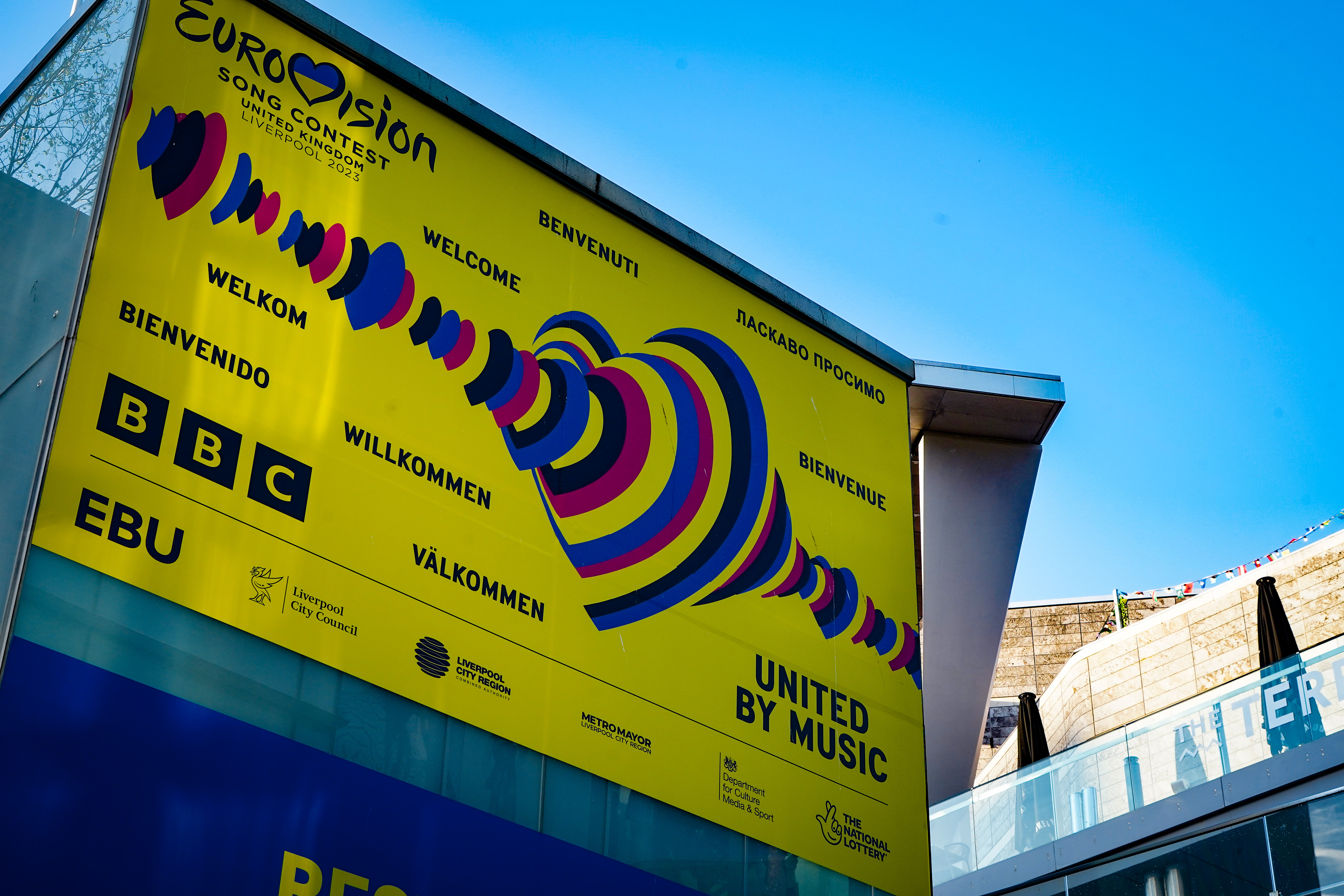
Motyw graficzny konkursu na wyświetlaczu

31 stycznia 2023 odsłonięto grafikę tematyczną i slogan konkursu United by Music (tłum. Zjednoczeni przez muzykę). Logo, zaprojektowane przez dwie firmy produkcyjne: brytyjską Superunion i ukraińską Starlight Media, składa się z wielu dwuwymiarowych serc przypominających elektrokardiogram, co symbolizuje „bijące serca każdego uczestnika i widza”, a kolory motywowano flagami Ukrainy i Wielkiej Brytanii. Użyta typografia Penny Lane została zainspirowana XX-wiecznymi znakami ulicznymi Liverpoolu i muzycznym dziedzictwem miasta. W związku z nietypową sytuacją dotyczącą organizacji konkursu logotyp konkursu został przerobiony – zawiera wyłącznie flagę Ukrainy, a pomiędzy sygnetem a podpisem „Liverpool 2023” znalazł się napis „United Kingdom”.

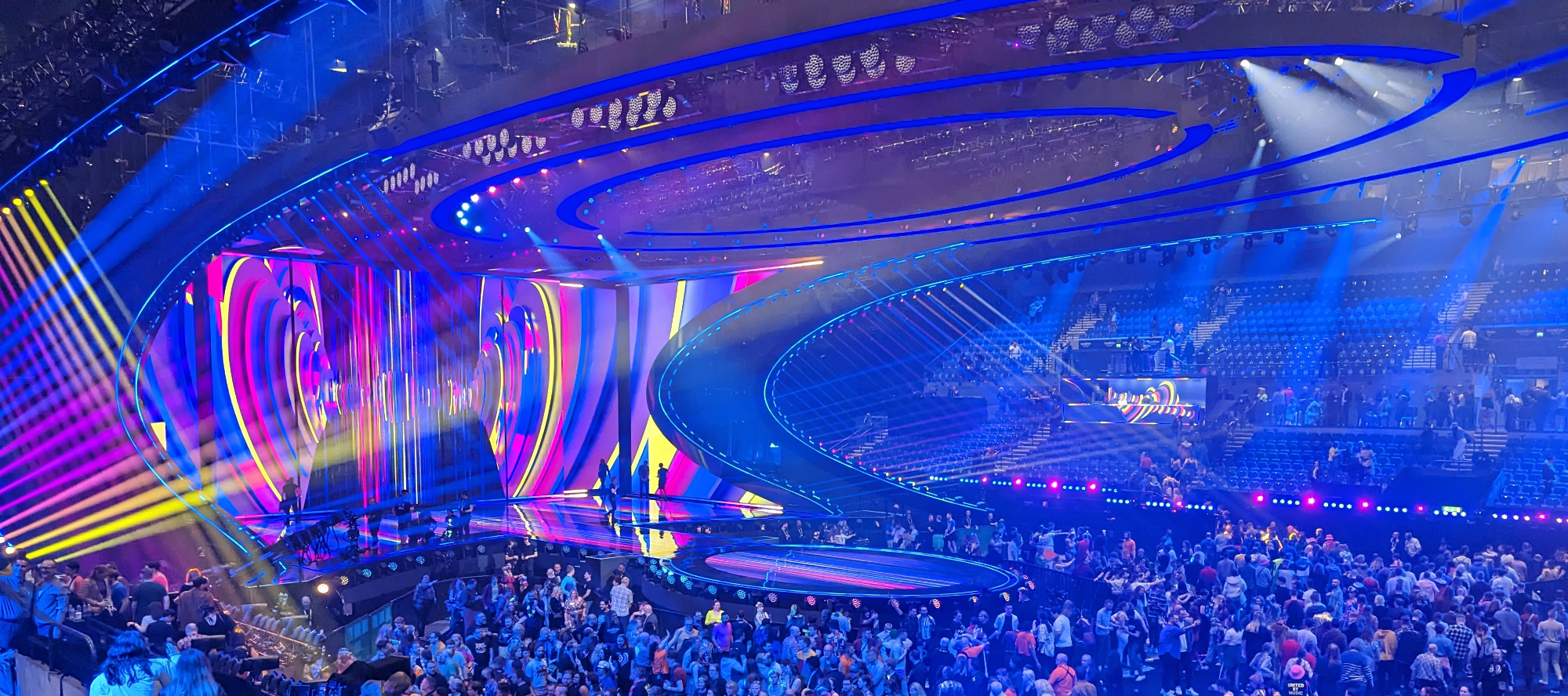
Wnętrze Liverpool Arena podczas próby generalnej pierwszego półfinału Konkursu Piosenki Eurowizji

Scenografię konkursu zaprojektował nowojorski scenograf Julio Himede. Projekt, ujawniony 2 lutego 2023, został oparty na „zasadach wspólnoty, świętowania i wspólnoty”, czerpiąc inspirację z uścisku całego świata wobec Ukrainy oraz „aspekty kulturowe i podobieństwa między Ukrainą, Wielką Brytanią, a zwłaszcza Liverpoolem, od muzyki, tańca i sztuki do architektury i poezji”.
Przed każdym występem konkursowym został pokazany krótki, ok. 40-sekundowy filmik (tzw. pocztówka). W każdej pocztówce zostały przedstawione trzy różne lokalizacje – jedna na Ukrainie, jedna w Wielkiej Brytanii i jedna w kraju pochodzenia artysty, wszystkie połączone wspólnym tematem. Za realizację nagrań odpowiadały: brytyjska firma Windfall Films i ukraińska firma 23/32. Producentami pocztówek byli Carlo Massarella i Jane McGoldrick.

### Prowadzący

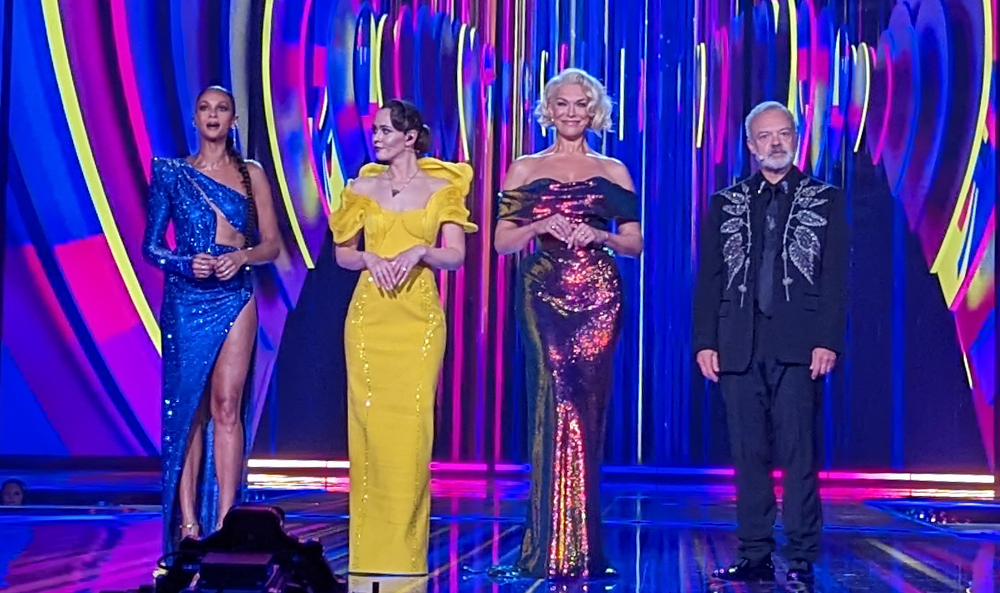
Prowadzący finału 67. Konkursu Piosenki Eurowizji: Alesha Dixon, Julija Sanina, Hannah Waddingham i Graham Norton

Po ogłoszeniu przez EBU rozmów z BBC rozpoczęły się spekulacje dotyczące prowadzących konkursu. Faworytami zostali Graham Norton, Davina McCall, Rylan Clark, AJ Odudu, jak i wieloletni ukraiński komentator konkursu i prowadzący konkursu w 2017, Timur Mirosznyczenko. Spekulowano również nad tym, że jedną z prowadzących będzie prowadząca konkursu w 2005, Marija Jefrosynina. W lutym 2023 ujawniono, że wszyskie konkursowe koncerty poprowadzą: brytyjska piosenkarka Alesha Dixon, brytyjska aktorka Hannah Waddingham oraz ukraińska osobowość sceniczna i wokalistka zespołu The Hardkiss, Julija Sanina. W finale miał dołączyć do nich wieloletni komentator konkursu dla BBC, Graham Norton, kontynuując rozpoczęty w 1998 roku zwyczaj, według której brytyjski sprawozdawca pełni rolę komentatora oraz prowadzącego finału jednocześnie.

### Losowanie półfinałów i kolejność występów
Losowanie przydzielające poszczególne kraje do półfinałów odbyło się 31 stycznia 2023 w St George’s Hall. Podczas wydarzenia odbyła się także m.in. ceremonia przekazania insygniów miasta. Ceremonię poprowadzili AJ Odudu i Rylan Clark. Podobnie jak w poprzednich latach, wszystkie kraje uczestniczące, poza Wielką Piątką (czyli Francją, Hiszpanią, Niemcami, Wielką Brytanią i Włochami) oraz zeszłorocznym zwycięzcą (Ukrainą), zostały podzielone na tak zwane koszyki, a ich ułożenie było zależne od statystyk głosowania mieszkańców danych państw w poprzednich konkursach. Państwa zostały podzielone na dwa półfinały. Podział na koszyki został opublikowany 30 stycznia 2023.
Oprócz podziału państw na poszczególne półfinały, w wyniku losowania ustalono również, w której połowie każdego z półfinałów mieli wystąpić reprezentanci poszczególnych państw oraz w którym mieli głosować finaliści, w związku z nierówną liczbą państw występujących w półfinałach, EBU zadecydowało o tym, że 15 państw wystąpi w pierwszym półfinale (7 krajów w pierwszej a połowie, a w drugiej 8) oraz 16 państw w drugim półfinale.
| Koszyk 1                                                         | Koszyk 2                                                                  | Koszyk 3                                                  | Koszyk 4                                                     | Koszyk 5                                                   |
| ---------------------------------------------------------------- | ------------------------------------------------------------------------- | --------------------------------------------------------- | ------------------------------------------------------------ | ---------------------------------------------------------- |
| - Albania - Austria - Chorwacja - Serbia - Słowenia - Szwajcaria | - Australia - Dania - Estonia - Finlandia - Islandia - Norwegia - Szwecja | - Armenia - Azerbejdżan - Gruzja - Izrael - Litwa - Łotwa | - Cypr - Grecja - Irlandia - Malta - Portugalia - San Marino | - Belgia - Czechy - Holandia - Mołdawia - Polska - Rumunia |

Szczegółowa kolejność występów w półfinałach została ustalona przez produkcję i podana do wiadomości publicznej 22 marca. 13 marca podczas zjazdu delegacji, kraj gospodarz (Wielka Brytania) oraz poprzedni zwycięzca (Ukraina) wylosowali odpowiednio 26 i 19 pozycję w finale.

### Koncerty promocyjne
Przed konkursem zostały zorganizowane tzw. eurowizyjne koncerty promocyjne: Barcelona Eurovision Party w Barcelonie, Polish Eurovision Party w Warszawie, Israel Calling w Tel Awiwie, PrePartyES 2023 w Madrycie, Eurovision in Concert w Amsterdamie i London Eurovision Party w Londynie, na których wybrani uczestnicy zaprezentowali swoje konkursowe piosenki.

### Występy otwarcia i interwały

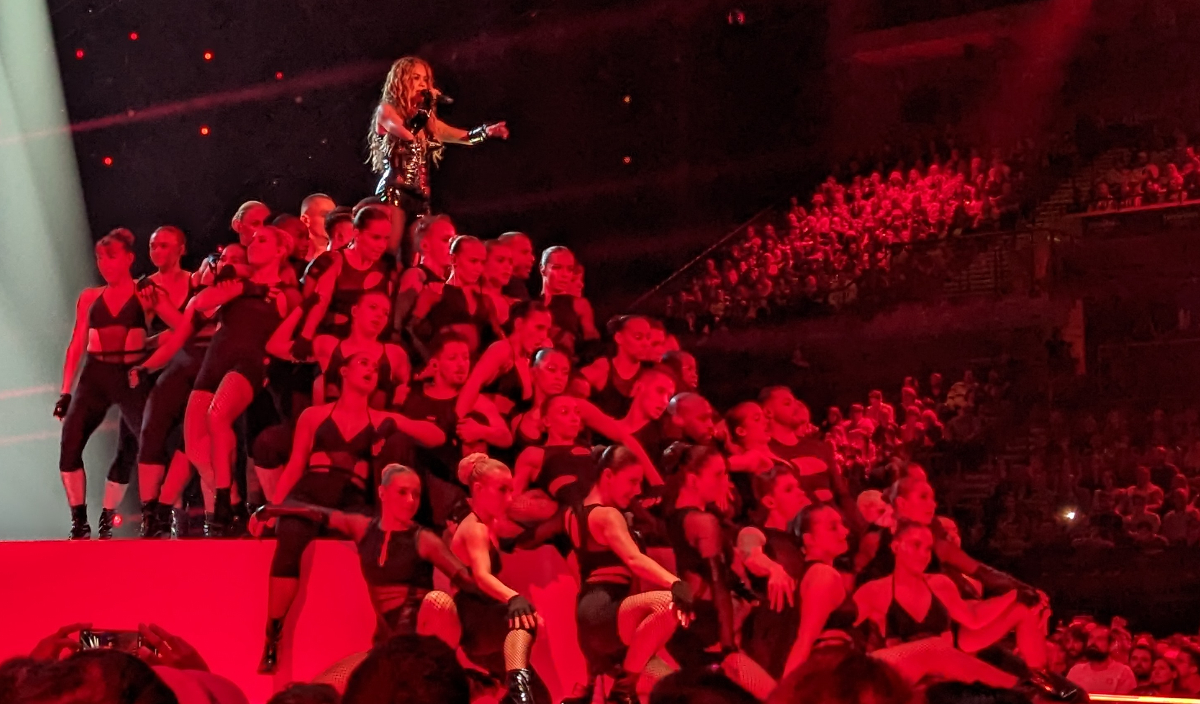
Rita Ora wystąpiła jako gość specjalny podczas pierwszego półfinału konkursu

Pierwszy półfinał otworzył skecz taneczny do utworu „Together in Electric Dream”, poprzedzony wcześniej nagranym fragmentem, w którym wystąpili Paul Hollywood, król Karol III, królowa Kamila, Sister Sister, Ricky Tomlinson i Paul O’Grady. Następnie współprowadząca Julija Sanina wykonała utwór „Majak”. W czasie przerwy na głosowanie wystąpili: Alosza i Rebecca Ferguson wykonując „Ordinary World”, Rita Ora wykonując medley „Ritual”, „Anywhere”, „I Will Never Let You Down” i „Praising You”. Drugi półfinał otworzył nagrany wcześniej fragment mówiony na temat historii konkursu autorstwa aktora Luke’a Evansa. W czasie przerwy na głosowanie zabrzmiała składanka utworów muzycznych w wykonaniu Mariji Jaremczuk, Złaty Dziuńki oraz OTOY pt. Music Unites Generations, a także skecz taneczny Be Who You Wanna Be w choreografii Jasona Gilkisona i wykonany przez trzech artystów drag wraz z zespołem taneczyłem Podołja. Finał otworzyło krótkie nagranie z gościnnym udziałem Bolt Strings, Andrew Lloyd Webbera, Joss Stone’a, Ballet Black, Ms Banks, oraz księżna Walii Katarzyny, po czym na scenę wstąpił zespół Kalush Orchestra, wykonując swój zwycięski utwór „Stefania” oraz najnowszy singiel „Changes”. Następnie odbyła się parada flag, na której zaprezentowano wszystkich dwudziestu sześciu finalistów, którym towarzyszyło czterech byłych ukraińskich reprezentantów w konkursie, wykonując fragmenty swoich utworów: Go_A („Szum”), Dżamała („1944”), Tina Karol („Show Me Your Love”) i Wierka Serdiuczka („Dancing Lasha Tumbai”). W czasie przerwy na głosowanie wystąpił Sam Ryder wykonujący swój nowy singiel „Mountain” z Rogerem Taylorem z zespołu Queen oraz Mahmood („Imagine”), Netta („You Spin Me Round (Like a Record)”), Daði Freyr („Whole Again”), Cornelia Jakobs („I Turn to You”), Sonia („Better the Devil You Know”) i Duncan Laurence („You’ll Never Walk Alone”) w ramach The Liverpool Songbook. Björn Ulvaeus z zespołu ABBA pojawił się także w krótkim skeczu wideo na temat ostatnich sukcesów komercyjnych konkursu.

### Próby
W dniach 30 kwietnia–2 maja odbyły się pierwsze próby techniczne półfinalistów, zaś od 3 do 5 maja odbyły się drugie próby. Państwa automatycznie awansujące do finału (Wielka Piątka i poprzedni zwycięzca – Ukraina) miały swoje pierwsze próby 4, a drugie 6 maja. W czasie pierwszych prób każda delegacja miała przydzielone 30 minut, natomiast podczas drugich – 20 minut.
Dzień przed każdym z kolejnych koncertów (8, 10 maja – półfinały i 12 maja – finał) odbyły się po dwie próby kostiumowe, z czego podczas jednej (tzw. próby jurorskiej) występy były oceniane przez jurorów i przyznane zostały punkty jurorskie. Natomiast w dni koncertów odbyły się próby generalne.

## Kontrowersje

### Zamieszania wokół preselekcji
Wątpliwości dotyczące uczciwego przebiegu polskich preselekcji Tu bije serce Europy! Wybieramy hit na Eurowizję! zostały wyrażone przez wiele różnych organizacji oraz sympatyków Konkursu Piosenki Eurowizji. Podczas ogłoszenia wyników jury, zostały one wybuczane. Tuż po finale konkursu pojawiły się oskarżenia wobec TVP i jury o powiązania ze zwyciężczynią konkursu, Blanką, co miało wiązać się z wygraną w preselekcjach. Ponadto sympatycy konkursu zarzucili celowe zaniżenie przez jury głównego faworyta Janna na korzyść Blanki i domagali się z tego powodu anulowania wyników preselekcji. Po finale konkursu pojawiły się dwie petycje, w których internauci domagali się zmiany reprezentanta, podpisane w sumie przez prawie 100 tysięcy osób. Dzień po ogłoszeniu wyników polskie portale eurowizyjne, w tym wydział OGAE Polska, złożyły petycję pod adresem Telewizji Polskiej o transparentność w procesie wyboru reprezentanta. TVP w wydanym 9 marca oświadczeniu stwierdziła, że podczas finału „zastosowała się do zasad głosowania zgodnie z regulaminem” i wyjaśniła, że nad przebiegiem głosowania „czuwał obecny podczas finału notariusz”.
Po ogłoszeniu Wiktora Wernikosa jako greckiego uczestnika, zdobywczyni drugiego miejsca w wewnętrznych preselekcjach kraju, Melisa Mantzukis, zagroziła podjęciem działań prawnych przeciwko nadawcy Ellinikí Radiofonía Tileórasi (ERT), chcąc przytoczyć dwie obawy w kwestionowaniu prawidłowości wyników: przed głosowaniem poinformowano, że zdobywcy trzeciego miejsca duet Kauri i Maragku, wycofały się z preselekcji, jednak zostały włączone do głosowania jurorskiego w głosowaniu; oraz fakt, że nawet przy uwzględnieniu wszystkich trzech uczestników, przyznane wartości punktowe nie sumują się do ilości dostępnych do rozdania punktów, co doprowadziło do przegranej piosenkarki. Tymczasowy nakaz wstrzymujący udział Grecji został odrzucony przez greckie sądy 6 marca, powołując się na krótki okres między tym a datą wyznaczoną przez EBU jako termin składania zgłoszeń.

### Krytyka wobec niderlandzkich reprezentantów

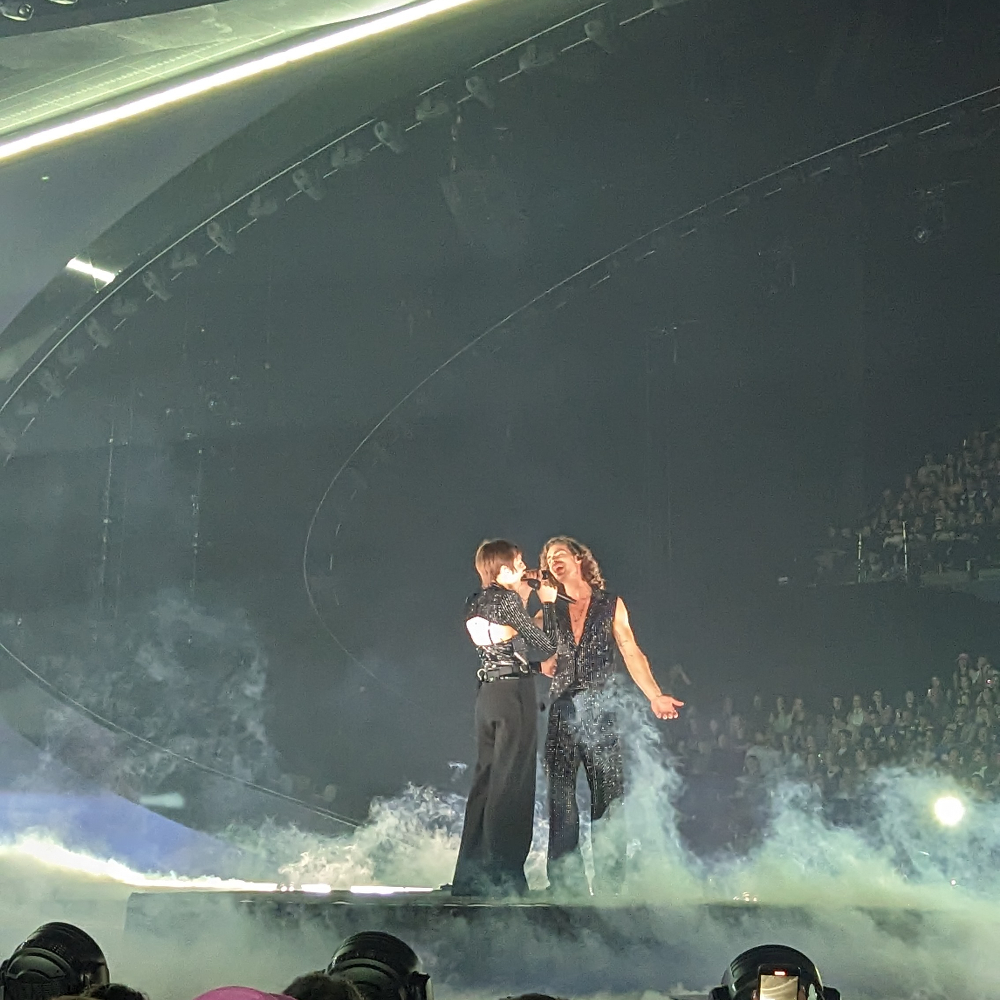
Mia Nicolai i Dion Cooper, reprezentanci Holandii podczas występu w pierwszym półfinale konkursu

Po wyborze Mii Nicolai i Diona Coopera na reprezentantów Holandii w konkursie pojawiła się duża krytyka wśród lokalnych mediów. Dwojga artystów po raz pierwszy wykonali utwór „Burning Daylight” dla publiczności na żywo 8 kwietnia 2023 roku na pre-party PrePartyES w Madrycie w Hiszpanii. Ich występ był relacjonowany przez wiele holenderskich mediów, które krytykowały ich za „rozstrojenie”. Nicolai i Cooper przypisywali swoje problemy z głosem oraz problemy techniczne z monitorami dousznymi. Po raz drugi wykonali piosenkę 15 kwietnia na pre-party Eurovision in Concert w Amsterdamie. Drugi występ również spotkał się z w dużej mierze z negatywną reakcją.
Krajowy nadawca odpowiedział na krytykę, stwierdzając, że występy nie były „dobre” i że będzie pracował nad poprawą występu. Po negatywnym przyjęciu reprezentantów kraju, Jan Smit ogłosił, że opuści komisję selekcyjną, ujawniając, że sprzeciwiał się wyborowi Nicolai i Coopera, pomimo doniesień AVROTROS, że wybór był jednogłośny. Smit ujawnił później, że jego decyzja o opuszczeniu komisji nie była związana z selekcją.
Przed wyjazdem do Liverpoolu duet wykonał w telewizji występ na żywo swojego utworu 28 kwietnia podczas progtamu Khalid en Sophie. Później ujawnili, że podniosą tonację piosenki o trzy półtony podczas występu na Eurowizji, aby lepiej pasowała do ich zakresów wokalnych.
Duet ostatecznie nie zakwalifikował się do finału konkursu, a krajowy nadawca rozważył powrót publicznych preselekcji do wyboru reprezentanta podczas konkursu w 2024 roku. Ostatecznie jednak zdecydowała się kontynuować wewnętrzny wybór przedstawiciela Holandii.

### Planowane zmiany w sposobie ogłaszania finalistów
Podczas próby generalnej pierwszego półfinału 8 maja ujawniono zmiany w sposobie ogłoszenia finalistów. W przeciwieństwie do poprzednich lat, artyści nie mieli oczekiwać wyników ze swojej loży w specjalnie wyznaczonym do wyczekiwania wyników miejscu, lecz na trzech poziomach schodów umiejscowionych na scenie głównej, podobnie jak w programach typu talent show, co spotkało się z negatywnymi reakcjami ze strony fanów i widzów. Krytykowano m.in. odizolowanie artystów od delegacji, nazywając format „brutalnym” i „bezdusznym”, jak i statyczność całego procesu. W oświadczeniu tego samego dnia EBU ogłosiła wycofanie tego systemu od następnej próby generalnej.

### Wypowiedź izraelskiej reprezentantki
Podczas głosowania jurorów w finale reprezentantka Izraela Noa Kirel otrzymała od polskiego składu jury maksymalną liczbę 12 punktów. Po finale udzieliła wywiadu dziennikowi Ynetnews, w którym oceny z Polski skomentowała słowami: Czuję się zwycięsko. Otrzymanie maksymalnej oceny od Polski, w związku z przeszłością mojej rodziny, która ucierpiała w Holocauście, było prawdziwym momentem zwycięstwa. Moim zwycięstwem było ponowne umieszczenie Izraela na mapie, zostawienie po sobie śladu i sprawienie, że mój kraj był ze mnie dumny. Wypowiedź spotkała się z szybką reakcją internautów, którzy zarzucili artystce brak wiedzy historycznej, antypolonizm i powielanie błędnych twierdzeń, że to Polacy odpowiadali za Holocaust.

## Kraje uczestniczące
Państwa uczestniczące w pierwszym półfinale
     Finaliści głosujący w pierwszym półfinale
     Państwa uczestniczące w drugim półfinale
     Finaliści głosujący w drugim półfinale

Państwa uczestniczące w pierwszym półfinale
Finaliści głosujący w pierwszym półfinale
Państwa uczestniczące w drugim półfinale
Finaliści głosujący w drugim półfinale

Kraje miały czas do 15 września 2022 na złożenie wniosków o udział w konkursie, a do 11 października na wycofanie ich bez narażania się na sankcje finansowe. 20 października 2022 EBU potwierdziła, że w konkursie wezmą udział reprezentacje 37 krajów. Z uczestnictwa z powodu problemów finansowych wycofały się telewizje z Bułgarii, Czarnogóry i Macedonii Północnej. Początkowo wycofaniem się z konkursu groziła telewizja z Rumunii pod wpływem oskarżeń ze strony EBU o nieregularne wzorce głosowania rumuńskiego jury podczas konkursu w 2022, jednak ostatecznie kraj złożył wniosek o udział.

### Powracający artyści

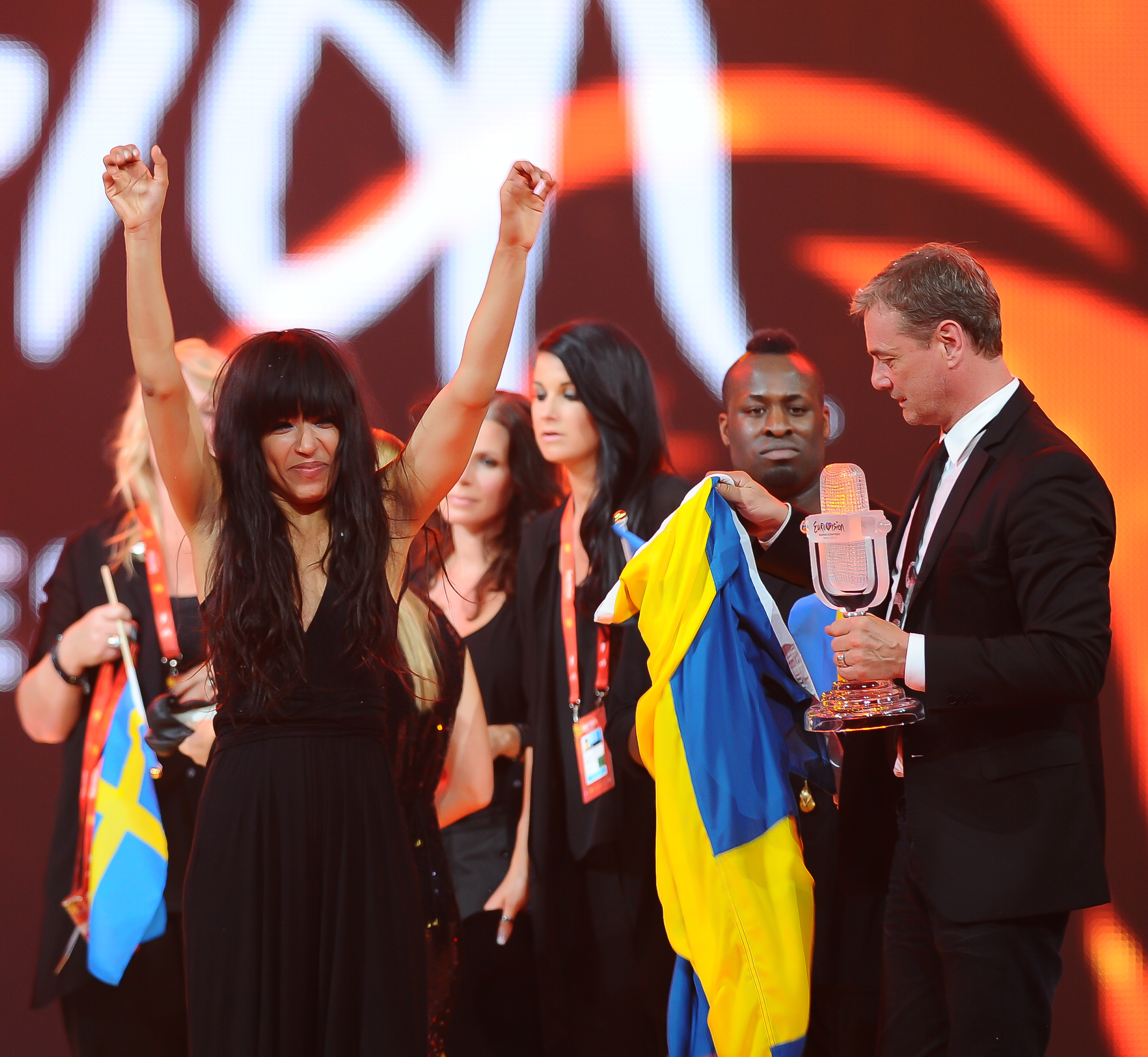
Loreen, laureatka 57. Konkursu Piosenki Eurowizji, maj 2012

W 67. Konkursie Piosenki Eurowizji wystąpiło kilku wykonawców, którzy już w przeszłości występowali w konkursie. W barwach Szwecji ponownie wystąpiła Loreen, laureatka 57. Konkursu Piosenki Eurowizji w 2012. Przedstawiciel Włoch, Marco Mengoni, reprezentował kraj już w 2013 roku. W barwach Litwy wystąpiła Monika Linkytė, która reprezentowała kraj w 2015 roku wraz z Vaidasem Baumilą. Reprezentantem Mołdawii był Pasha Parfeni, który wystąpił jako przedstawiciel w finale konkursu w 2012 oraz był kompozytorem i towarzyszył Alionie Moon podczas występu na scenie utworu „O mie”, który zaśpiewała w barwach kraju podczas konkursu w 2013.
Gustaph z Belgii wcześniej wystąpił w konkursie w charakterze chórzysty podczas występów reprezentantów kraju: Sennek w 2018 roku i Hooverphonic w 2021 roku. W barwach Gruzji wystąpiła Iru Checzanowi, członkini zespołu Candy, która zwyciężyła w finale 9. Konkursu Piosenki Eurowizji Junior (2011). Współautorem piosenki „Burning Daylight” reprezentujących Holandię Mię Nicolai i Diona Coopera jest Duncan Laurence, który w barwach kraju zwyciężył w finale konkursu w 2019.

## Uczestnicy i wyniki

### Pierwszy półfinał
- Pierwszy półfinał odbył się 9 maja 2023 o godzinie 21:00 (CEST).
- Podczas półfinału możliwość głosowania mieli mieszkańcy krajów rywalizujących w tym koncercie, a także państw-finalistów: Francji, Niemiec i Włoch, jak i widzowie z krajów nieuczestniczących („reszta świata”).
- Do finału zakwalifikowało się dziesięć krajów z największą liczbą punktów zdobytych w głosowaniu telewidzów.

| Lp. | Kraj        | Wykonawca                 | Utwór                   | Język                        | Miejsce | Punkty |
| --- | ----------- | ------------------------- | ----------------------- | ---------------------------- | ------- | ------ |
| 1   | Norwegia    | Alessandra                | „Queen of Kings”        | angielski, włoski            | 6       | 102    |
| 2   | Malta       | The Busker                | „Dance (Our Own Party)” | angielski                    | 15      | 3      |
| 3   | Serbia      | Luke Black                | „Samo mi se spava”      | serbski, angielski           | 10      | 37     |
| 4   | Łotwa       | Sudden Lights             | „Aijā”                  | angielski, łotewski          | 11      | 34     |
| 5   | Portugalia  | Mimicat                   | „Ai coração”            | portugalski                  | 9       | 74     |
| 6   | Irlandia    | Wild Youth                | „We Are One”            | angielski                    | 12      | 10     |
| 7   | Chorwacja   | Let 3                     | „Mama šč!”              | chorwacki                    | 8       | 76     |
| 8   | Szwajcaria  | Remo Forrer               | „Watergun”              | angielski                    | 7       | 97     |
| 9   | Izrael      | Noa Kirel                 | „Unicorn”               | angielski                    | 3       | 127    |
| 10  | Mołdawia    | Pasha Parfeni             | „Soarele și luna”       | rumuński                     | 5       | 109    |
| 11  | Szwecja     | Loreen                    | „Tattoo”                | angielski                    | 2       | 135    |
| 12  | Azerbejdżan | TuralTuranX               | „Tell Me More”          | angielski                    | 14      | 4      |
| 13  | Czechy      | Vesna                     | „My Sister’s Crown”     | angielski, bułgarski, czeski | 4       | 110    |
| 14  | Holandia    | Mia Nicolai i Dion Cooper | „Burning Daylight”      | angielski                    | 13      | 7      |
| 15  | Finlandia   | Käärijä                   | „Cha Cha Cha”           | fiński                       | 1       | 177    |

Legenda:
     Kraje zakwalifikowane do finału
Tabela punktacyjna pierwszego półfinału
| Awans do finału     | Awans do finału | Kraje głosujące | Kraje głosujące | Kraje głosujące | Kraje głosujące | Kraje głosujące | Kraje głosujące | Kraje głosujące | Kraje głosujące | Kraje głosujące | Kraje głosujące | Kraje głosujące | Kraje głosujące | Kraje głosujące | Kraje głosujące | Kraje głosujące | Kraje głosujące | Kraje głosujące | Kraje głosujące | Kraje głosujące | Kraje głosujące | Kraje głosujące | Kraje głosujące | Kraje głosujące | Kraje głosujące | Kraje głosujące | Kraje głosujące | Kraje głosujące | Kraje głosujące | Kraje głosujące | Kraje głosujące | Kraje głosujące | Kraje głosujące | Kraje głosujące | Kraje głosujące | Kraje głosujące | Kraje głosujące | Kraje głosujące | Kraje głosujące | Kraje głosujące | Kraje głosujące | Kraje głosujące |
| Awans do finału     | Awans do finału | Suma punktów    | Norwegia        | Malta           | Serbia          | Łotwa           | Portugalia      | Irlandia        | Chorwacja       | Szwajcaria      | Izrael          | Mołdawia        | Szwecja         | Azerbejdżan     | Czechy          | Holandia        | Finlandia       | Francja         | Niemcy          | Włochy          | Reszta świata   |                 |                 |                 |                 |                 |                 |                 |                 |                 |                 |                 |                 |                 |                 |                 |                 |                 |                 |                 |                 |                 |
| Uczestnicy konkursu | Norwegia        | 102             |                 | 10              | 5               | 4               | 3               | 2               | 6               | 3               | 10              | 8               | 10              | 2               | 10              | 5               | 10              | 1               | 3               | 10              |                 |                 |                 |                 |                 |                 |                 |                 |                 |                 |                 |                 |                 |                 |                 |                 |                 |                 |                 |                 |                 |                 |
| Uczestnicy konkursu | Malta           | 3               |                 |                 |                 |                 |                 |                 |                 |                 | 2               |                 |                 |                 |                 |                 |                 |                 |                 |                 | 1               |                 |                 |                 |                 |                 |                 |                 |                 |                 |                 |                 |                 |                 |                 |                 |                 |                 |                 |                 |                 |                 |
| Uczestnicy konkursu | Serbia          | 37              |                 | 5               |                 |                 |                 |                 | 10              | 6               |                 |                 | 1               | 3               | 3               |                 | 4               | 2               |                 | 1               | 2               |                 |                 |                 |                 |                 |                 |                 |                 |                 |                 |                 |                 |                 |                 |                 |                 |                 |                 |                 |                 |                 |
| Uczestnicy konkursu | Łotwa           | 34              |                 |                 | 2               |                 | 4               | 4               |                 |                 |                 | 1               |                 | 6               | 1               | 1               | 3               | 3               | 1               |                 | 8               |                 |                 |                 |                 |                 |                 |                 |                 |                 |                 |                 |                 |                 |                 |                 |                 |                 |                 |                 |                 |                 |
| Uczestnicy konkursu | Portugalia      | 74              | 2               | 4               | 3               |                 |                 | 1               | 5               | 12              | 3               | 4               | 4               |                 | 2               | 7               | 2               | 12              | 5               | 2               | 6               |                 |                 |                 |                 |                 |                 |                 |                 |                 |                 |                 |                 |                 |                 |                 |                 |                 |                 |                 |                 |                 |
| Uczestnicy konkursu | Irlandia        | 10              | 3               | 3               |                 | 1               | 2               |                 |                 | 1               |                 |                 |                 |                 |                 |                 |                 |                 |                 |                 |                 |                 |                 |                 |                 |                 |                 |                 |                 |                 |                 |                 |                 |                 |                 |                 |                 |                 |                 |                 |                 |                 |
| Uczestnicy konkursu | Chorwacja       | 76              | 4               |                 | 12              | 7               |                 | 5               |                 | 5               | 5               | 3               | 5               |                 | 4               | 2               | 6               |                 | 10              | 5               | 3               |                 |                 |                 |                 |                 |                 |                 |                 |                 |                 |                 |                 |                 |                 |                 |                 |                 |                 |                 |                 |                 |
| Uczestnicy konkursu | Szwajcaria      | 97              | 8               | 6               | 1               | 3               | 5               | 7               | 2               |                 | 4               | 7               | 8               | 7               | 5               | 8               | 8               | 6               | 8               | 4               |                 |                 |                 |                 |                 |                 |                 |                 |                 |                 |                 |                 |                 |                 |                 |                 |                 |                 |                 |                 |                 |                 |
| Uczestnicy konkursu | Izrael          | 127             | 5               | 8               | 7               | 8               | 7               | 6               | 7               | 7               |                 | 12              | 3               | 12              | 12              | 4               | 1               | 8               | 2               | 6               | 12              |                 |                 |                 |                 |                 |                 |                 |                 |                 |                 |                 |                 |                 |                 |                 |                 |                 |                 |                 |                 |                 |
| Uczestnicy konkursu | Mołdawia        | 109             | 6               | 1               | 4               | 6               | 12              | 10              | 3               | 2               | 6               |                 | 6               | 4               | 7               | 3               | 7               | 10              | 6               | 12              | 4               |                 |                 |                 |                 |                 |                 |                 |                 |                 |                 |                 |                 |                 |                 |                 |                 |                 |                 |                 |                 |                 |
| Uczestnicy konkursu | Szwecja         | 135             | 10              | 12              | 6               | 10              | 8               | 8               | 4               | 8               | 7               | 10              |                 | 10              | 6               | 12              | 5               | 5               | 4               | 3               | 7               |                 |                 |                 |                 |                 |                 |                 |                 |                 |                 |                 |                 |                 |                 |                 |                 |                 |                 |                 |                 |                 |
| Uczestnicy konkursu | Azerbejdżan     | 4               |                 |                 |                 | 2               |                 |                 | 1               |                 | 1               |                 |                 |                 |                 |                 |                 |                 |                 |                 |                 |                 |                 |                 |                 |                 |                 |                 |                 |                 |                 |                 |                 |                 |                 |                 |                 |                 |                 |                 |                 |                 |
| Uczestnicy konkursu | Czechy          | 110             | 7               | 2               | 8               | 5               | 6               | 3               | 8               | 4               | 8               | 5               | 7               | 5               |                 | 6               | 12              | 4               | 7               | 8               | 5               |                 |                 |                 |                 |                 |                 |                 |                 |                 |                 |                 |                 |                 |                 |                 |                 |                 |                 |                 |                 |                 |
| Uczestnicy konkursu | Holandia        | 7               | 1               |                 |                 |                 | 1               |                 |                 |                 |                 | 2               | 2               | 1               |                 |                 |                 |                 |                 |                 |                 |                 |                 |                 |                 |                 |                 |                 |                 |                 |                 |                 |                 |                 |                 |                 |                 |                 |                 |                 |                 |                 |
| Uczestnicy konkursu | Finlandia       | 177             | 12              | 7               | 10              | 12              | 10              | 12              | 12              | 10              | 12              | 6               | 12              | 8               | 8               | 10              |                 | 7               | 12              | 7               | 10              |                 |                 |                 |                 |                 |                 |                 |                 |                 |                 |                 |                 |                 |                 |                 |                 |                 |                 |                 |                 |                 |

### Drugi półfinał
- Drugi półfinał odbył się 11 maja 2023 o godzinie 21:00 (CEST).
- Podczas półfinału możliwość głosowania mieli mieszkańcy krajów rywalizujących w tym koncercie, a także państw-finalistów: Hiszpanii, Ukrainy i Wielkiej Brytanii, jak i widzowie z krajów nieuczestniczących („reszta świata”).
- Do finału zakwalifikowało się dziesięć krajów z największą liczbą punktów zdobytych w głosowaniu telewidzów.

| Lp. | Kraj       | Wykonawca                 | Utwór                    | Język                | Miejsce | Punkty |
| --- | ---------- | ------------------------- | ------------------------ | -------------------- | ------- | ------ |
| 1   | Dania      | Reiley                    | „Breaking My Heart”      | angielski            | 14      | 6      |
| 2   | Armenia    | Brunette                  | „Future Lover”           | angielski, ormiański | 6       | 99     |
| 3   | Rumunia    | Theodor Andrei            | „D.G.T. (Off and On)”    | angielski, rumuński  | 15      | 0      |
| 4   | Estonia    | Alika                     | „Bridges”                | angielski            | 10      | 74     |
| 5   | Belgia     | Gustaph                   | „Because of You”         | angielski            | 8       | 90     |
| 6   | Cypr       | Andrew Lambrou            | „Break a Broken Heart”   | angielski            | 7       | 94     |
| 7   | Islandia   | Diljá                     | „Power”                  | angielski            | 11      | 44     |
| 8   | Grecja     | Wiktor Wernikos           | „What They Say”          | angielski            | 13      | 14     |
| 9   | Polska     | Blanka                    | „Solo”                   | angielski            | 3       | 124    |
| 10  | Słowenia   | Joker Out                 | „Carpe Diem”             | słoweński            | 5       | 103    |
| 11  | Gruzja     | Iru                       | „Echo”                   | angielski            | 12      | 33     |
| 12  | San Marino | Piqued Jacks              | „Like an Animal”         | angielski            | 16      | 0      |
| 13  | Austria    | Teya i Salena             | „Who the Hell Is Edgar?” | angielski            | 2       | 137    |
| 14  | Albania    | Albina i Familja Kelmendi | „Duje”                   | albański             | 9       | 83     |
| 15  | Litwa      | Monika Linkytė            | „Stay”                   | angielski            | 4       | 110    |
| 16  | Australia  | Voyager                   | „Promise”                | angielski            | 1       | 149    |

Legenda:
     Kraje zakwalifikowane do finału
Tabela punktacyjna drugiego półfinału
| Awans do finału     | Awans do finału | Kraje głosujące | Kraje głosujące | Kraje głosujące | Kraje głosujące | Kraje głosujące | Kraje głosujące | Kraje głosujące | Kraje głosujące | Kraje głosujące | Kraje głosujące | Kraje głosujące | Kraje głosujące | Kraje głosujące | Kraje głosujące | Kraje głosujące | Kraje głosujące | Kraje głosujące | Kraje głosujące | Kraje głosujące | Kraje głosujące | Kraje głosujące | Kraje głosujące | Kraje głosujące | Kraje głosujące | Kraje głosujące | Kraje głosujące | Kraje głosujące | Kraje głosujące | Kraje głosujące | Kraje głosujące | Kraje głosujące | Kraje głosujące | Kraje głosujące | Kraje głosujące | Kraje głosujące | Kraje głosujące | Kraje głosujące | Kraje głosujące | Kraje głosujące | Kraje głosujące | Kraje głosujące |
| Awans do finału     | Awans do finału | Suma punktów    | Dania           | Armenia         | Rumunia         | Estonia         | Belgia          | Cypr            | Islandia        | Grecja          | Polska          | Słowenia        | Gruzja          | San Marino      | Austria         | Albania         | Litwa           | Australia       | Hiszpania       | Ukraina         | Wielka Brytania | Reszta świata   |                 |                 |                 |                 |                 |                 |                 |                 |                 |                 |                 |                 |                 |                 |                 |                 |                 |                 |                 |                 |
| Uczestnicy konkursu | Dania           | 6               |                 |                 |                 |                 |                 |                 | 6               |                 |                 |                 |                 |                 |                 |                 |                 |                 |                 |                 |                 |                 |                 |                 |                 |                 |                 |                 |                 |                 |                 |                 |                 |                 |                 |                 |                 |                 |                 |                 |                 |                 |
| Uczestnicy konkursu | Armenia         | 99              |                 |                 | 6               | 3               | 12              | 10              |                 | 8               | 5               | 1               | 12              | 4               | 4               | 8               | 1               | 2               | 10              | 3               |                 | 10              |                 |                 |                 |                 |                 |                 |                 |                 |                 |                 |                 |                 |                 |                 |                 |                 |                 |                 |                 |                 |
| Uczestnicy konkursu | Rumunia         | 0               |                 |                 |                 |                 |                 |                 |                 |                 |                 |                 |                 |                 |                 |                 |                 |                 |                 |                 |                 |                 |                 |                 |                 |                 |                 |                 |                 |                 |                 |                 |                 |                 |                 |                 |                 |                 |                 |                 |                 |                 |
| Uczestnicy konkursu | Estonia         | 74              | 1               | 6               | 5               |                 | 2               | 3               | 3               | 3               | 2               | 5               | 2               | 10              | 3               | 2               | 10              | 4               | 1               | 8               | 2               | 2               |                 |                 |                 |                 |                 |                 |                 |                 |                 |                 |                 |                 |                 |                 |                 |                 |                 |                 |                 |                 |
| Uczestnicy konkursu | Belgia          | 90              | 8               | 1               |                 | 4               |                 | 4               | 7               | 1               | 3               | 7               | 3               | 5               | 12              | 3               | 5               | 7               | 8               | 1               | 6               | 5               |                 |                 |                 |                 |                 |                 |                 |                 |                 |                 |                 |                 |                 |                 |                 |                 |                 |                 |                 |                 |
| Uczestnicy konkursu | Cypr            | 94              | 4               | 10              | 4               | 5               | 4               |                 | 5               | 12              | 7               | 4               | 5               | 1               | 2               | 6               | 4               | 10              | 3               | 4               | 4               |                 |                 |                 |                 |                 |                 |                 |                 |                 |                 |                 |                 |                 |                 |                 |                 |                 |                 |                 |                 |                 |
| Uczestnicy konkursu | Islandia        | 44              | 12              |                 |                 | 2               | 1               |                 |                 |                 |                 | 3               | 6               | 7               | 1               | 1               | 2               | 5               |                 |                 | 1               | 3               |                 |                 |                 |                 |                 |                 |                 |                 |                 |                 |                 |                 |                 |                 |                 |                 |                 |                 |                 |                 |
| Uczestnicy konkursu | Grecja          | 14              |                 | 2               |                 |                 |                 | 12              |                 |                 |                 |                 |                 |                 |                 |                 |                 |                 |                 |                 |                 |                 |                 |                 |                 |                 |                 |                 |                 |                 |                 |                 |                 |                 |                 |                 |                 |                 |                 |                 |                 |                 |
| Uczestnicy konkursu | Polska          | 124             | 7               | 8               | 3               | 8               | 7               | 6               | 10              | 5               |                 | 8               | 8               | 2               | 7               | 7               | 12              |                 | 4               | 12              | 10              |                 |                 |                 |                 |                 |                 |                 |                 |                 |                 |                 |                 |                 |                 |                 |                 |                 |                 |                 |                 |                 |
| Uczestnicy konkursu | Słowenia        | 103             | 2               | 5               | 12              | 7               | 3               | 2               | 1               | 2               | 12              |                 | 1               |                 | 10              | 4               | 7               | 8               | 12              | 6               | 3               | 6               |                 |                 |                 |                 |                 |                 |                 |                 |                 |                 |                 |                 |                 |                 |                 |                 |                 |                 |                 |                 |
| Uczestnicy konkursu | Gruzja          | 33              |                 | 12              | 2               | 1               |                 |                 |                 | 7               | 1               |                 |                 | 3               |                 |                 | 3               | 1               |                 | 2               |                 | 1               |                 |                 |                 |                 |                 |                 |                 |                 |                 |                 |                 |                 |                 |                 |                 |                 |                 |                 |                 |                 |
| Uczestnicy konkursu | San Marino      | 0               |                 |                 |                 |                 |                 |                 |                 |                 |                 |                 |                 |                 |                 |                 |                 |                 |                 |                 |                 |                 |                 |                 |                 |                 |                 |                 |                 |                 |                 |                 |                 |                 |                 |                 |                 |                 |                 |                 |                 |                 |
| Uczestnicy konkursu | Austria         | 137             | 6               | 3               | 7               | 6               | 10              | 5               | 8               | 6               | 10              | 10              | 4               | 8               |                 | 10              | 6               | 12              | 6               | 5               | 7               | 8               |                 |                 |                 |                 |                 |                 |                 |                 |                 |                 |                 |                 |                 |                 |                 |                 |                 |                 |                 |                 |
| Uczestnicy konkursu | Albania         | 83              | 3               | 7               | 8               |                 | 8               | 1               | 2               | 10              | 4               | 12              |                 |                 | 6               |                 |                 | 3               | 2               |                 | 5               | 12              |                 |                 |                 |                 |                 |                 |                 |                 |                 |                 |                 |                 |                 |                 |                 |                 |                 |                 |                 |                 |
| Uczestnicy konkursu | Litwa           | 110             | 5               |                 | 1               | 10              | 5               | 8               | 4               |                 | 6               | 2               | 10              | 12              | 5               | 5               |                 | 6               | 5               | 10              | 12              | 4               |                 |                 |                 |                 |                 |                 |                 |                 |                 |                 |                 |                 |                 |                 |                 |                 |                 |                 |                 |                 |
| Uczestnicy konkursu | Australia       | 149             | 10              | 4               | 10              | 12              | 6               | 7               | 12              | 4               | 8               | 6               | 7               | 6               | 8               | 12              | 8               |                 | 7               | 7               | 8               | 7               |                 |                 |                 |                 |                 |                 |                 |                 |                 |                 |                 |                 |                 |                 |                 |                 |                 |                 |                 |                 |

### Finał
- Finał odbył się 13 maja 2023 o godzinie 21:00 (CEST).
- Podczas koncertu wystąpili przedstawiciele 26 krajów, w tym 20 uczestników półfinału, przedstawiciele krajów tzw. „Wielkiej Piątki” (tj. Francji, Hiszpanii, Niemiec, gospodarzy Wielkiej Brytanii i Włoch) oraz poprzedni zwycięzcy (Ukraina).
- O wynikach zadecydowali jurorzy i telewidzowie ze wszystkich krajów rywalizujących w konkursie, swoje głosy oddawali również telewidzowie z krajów nieuczestniczących w konkursie głosując jako „reszta świata”.
- Po zsumowaniu punktów ze wszystkich krajów państwo z największą liczbą punktów zostało ogłoszone zwycięzcą 67. Konkursu Piosenki Eurowizji.

| Lp. | Kraj            | Wykonawca                 | Utwór                    | Język                        | Miejsce | Punkty |
| --- | --------------- | ------------------------- | ------------------------ | ---------------------------- | ------- | ------ |
| 1   | Austria         | Teya i Salena             | „Who the Hell Is Edgar?” | angielski                    | 15      | 120    |
| 2   | Portugalia      | Mimicat                   | „Ai coração”             | portugalski                  | 23      | 59     |
| 3   | Szwajcaria      | Remo Forrer               | „Watergun”               | angielski                    | 20      | 92     |
| 4   | Polska          | Blanka                    | „Solo”                   | angielski                    | 19      | 93     |
| 5   | Serbia          | Luke Black                | „Samo mi se spava”       | serbski, angielski           | 24      | 30     |
| 6   | Francja         | La Zarra                  | „Évidemment”             | francuski                    | 16      | 104    |
| 7   | Cypr            | Andrew Lambrou            | „Break a Broken Heart”   | angielski                    | 12      | 126    |
| 8   | Hiszpania       | Blanca Paloma             | „Eaea”                   | hiszpański                   | 17      | 100    |
| 9   | Szwecja         | Loreen                    | „Tattoo”                 | angielski                    | 1       | 583    |
| 10  | Albania         | Albina i Familja Kelmendi | „Duje”                   | albański                     | 22      | 76     |
| 11  | Włochy          | Marco Mengoni             | „Due vite”               | włoski                       | 4       | 350    |
| 12  | Estonia         | Alika                     | „Bridges”                | angielski                    | 8       | 168    |
| 13  | Finlandia       | Käärijä                   | „Cha Cha Cha”            | fiński                       | 2       | 526    |
| 14  | Czechy          | Vesna                     | „My Sister’s Crown”      | angielski, bułgarski, czeski | 10      | 129    |
| 15  | Australia       | Voyager                   | „Promise”                | angielski                    | 9       | 151    |
| 16  | Belgia          | Gustaph                   | „Because of You”         | angielski                    | 7       | 182    |
| 17  | Armenia         | Brunette                  | „Future Lover”           | angielski, ormiański         | 14      | 122    |
| 18  | Mołdawia        | Pasha Parfeni             | „Soarele și luna”        | rumuński                     | 18      | 96     |
| 19  | Ukraina         | Tvorchi                   | „Heart of Steel”         | angielski, ukraiński         | 6       | 243    |
| 20  | Norwegia        | Alessandra                | „Queen of Kings”         | angielski, włoski            | 5       | 268    |
| 21  | Niemcy          | Lord of the Lost          | „Blood and Glitter”      | angielski                    | 26      | 18     |
| 22  | Litwa           | Monika Linkytė            | „Stay”                   | angielski                    | 11      | 127    |
| 23  | Izrael          | Noa Kirel                 | „Unicorn”                | angielski                    | 3       | 362    |
| 24  | Słowenia        | Joker Out                 | „Carpe Diem”             | słoweński                    | 21      | 78     |
| 25  | Chorwacja       | Let 3                     | „Mama šč!”               | chorwacki                    | 13      | 123    |
| 26  | Wielka Brytania | Mae Muller                | „I Wrote a Song”         | angielski                    | 25      | 24     |

| Wyniki jurorów i telewidzów | Wyniki jurorów i telewidzów | Wyniki jurorów i telewidzów | Wyniki jurorów i telewidzów | Wyniki jurorów i telewidzów |
| Miejsce                     | Telewidzowie                | Punkty                      | Jurorzy                     | Punkty                      |
| --------------------------- | --------------------------- | --------------------------- | --------------------------- | --------------------------- |
| 1                           | Finlandia                   | 376                         | Szwecja                     | 340                         |
| 2                           | Szwecja                     | 243                         | Izrael                      | 177                         |
| 3                           | Norwegia                    | 216                         | Włochy                      | 176                         |
| 4                           | Ukraina                     | 189                         | Finlandia                   | 150                         |
| 5                           | Izrael                      | 185                         | Estonia                     | 146                         |
| 6                           | Włochy                      | 174                         | Australia                   | 130                         |
| 7                           | Chorwacja                   | 112                         | Belgia                      | 127                         |
| 8                           | Polska                      | 81                          | Austria                     | 104                         |
| 9                           | Mołdawia                    | 76                          | Hiszpania                   | 95                          |
| 10                          | Albania                     | 59                          | Czechy                      | 94                          |
| 11                          | Cypr                        | 58                          | Litwa                       | 81                          |
| 12                          | Belgia                      | 55                          | Armenia                     | 69                          |
| 13                          | Armenia                     | 53                          | Cypr                        | 68                          |
| 14                          | Francja                     | 50                          | Szwajcaria                  | 61                          |
| 15                          | Litwa                       | 46                          | Ukraina                     | 54                          |
| 16                          | Słowenia                    | 45                          | Francja                     | 54                          |
| 17                          | Czechy                      | 35                          | Norwegia                    | 52                          |
| 18                          | Szwajcaria                  | 31                          | Portugalia                  | 43                          |
| 19                          | Estonia                     | 22                          | Słowenia                    | 33                          |
| 20                          | Australia                   | 21                          | Mołdawia                    | 20                          |
| 21                          | Austria                     | 16                          | Albania                     | 17                          |
| 22                          | Portugalia                  | 16                          | Wielka Brytania             | 15                          |
| 23                          | Serbia                      | 16                          | Serbia                      | 14                          |
| 24                          | Niemcy                      | 15                          | Polska                      | 12                          |
| 25                          | Wielka Brytania             | 9                           | Chorwacja                   | 11                          |
| 26                          | Hiszpania                   | 5                           | Niemcy                      | 3                           |

Tabela punktacyjna finału
| Jurorzy Telewidzowie | Jurorzy Telewidzowie | Kraje głosujące | Kraje głosujące | Kraje głosujące | Kraje głosujące | Kraje głosujące | Kraje głosujące | Kraje głosujące | Kraje głosujące | Kraje głosujące | Kraje głosujące | Kraje głosujące | Kraje głosujące | Kraje głosujące | Kraje głosujące | Kraje głosujące | Kraje głosujące | Kraje głosujące | Kraje głosujące | Kraje głosujące | Kraje głosujące | Kraje głosujące | Kraje głosujące | Kraje głosujące | Kraje głosujące | Kraje głosujące | Kraje głosujące | Kraje głosujące | Kraje głosujące | Kraje głosujące | Kraje głosujące | Kraje głosujące | Kraje głosujące | Kraje głosujące | Kraje głosujące | Kraje głosujące | Kraje głosujące | Kraje głosujące | Kraje głosujące | Kraje głosujące | Kraje głosujące | Kraje głosujące | Kraje głosujące |
| Jurorzy Telewidzowie | Jurorzy Telewidzowie | Suma punktów    | Suma punktów    | Austria         | Portugalia      | Szwajcaria      | Polska          | Serbia          | Francja         | Cypr            | Hiszpania       | Szwecja         | Albania         | Włochy          | Estonia         | Finlandia       | Czechy          | Australia       | Belgia          | Armenia         | Mołdawia        | Ukraina         | Norwegia        | Niemcy          | Litwa           | Izrael          | Słowenia        | Chorwacja       | Wielka Brytania | Azerbejdżan     | Dania           | Grecja          | Gruzja          | Holandia        | Irlandia        | Islandia        | Łotwa           | Malta           | Rumunia         | San Marino      | Reszta świata   |                 |                 |
| Kraje uczestniczące  | Austria              | 120             | 104             |                 |                 | 7               |                 | 6               | 10              | 10              |                 |                 |                 |                 |                 | 2               |                 | 6               | 12              | 2               |                 |                 |                 | 2               | 8               | 6               | 3               |                 |                 |                 | 7               | 7               |                 | 1               |                 | 8               |                 | 1               |                 | 6               |                 |                 |                 |
| Kraje uczestniczące  | Austria              | 120             | 16              |                 |                 |                 |                 | 3               |                 |                 |                 |                 |                 |                 |                 | 2               |                 | 7               |                 |                 |                 |                 |                 |                 |                 |                 |                 |                 |                 |                 |                 |                 |                 | 4               |                 |                 |                 |                 |                 |                 |                 |                 |                 |
| Kraje uczestniczące  | Portugalia           | 59              | 43              |                 |                 |                 |                 |                 | 5               |                 | 6               |                 |                 |                 |                 | 3               |                 | 2               |                 |                 | 8               |                 |                 |                 |                 |                 |                 | 1               |                 |                 |                 | 10              |                 | 5               |                 |                 |                 | 3               |                 |                 |                 |                 |                 |
| Kraje uczestniczące  | Portugalia           | 59              | 16              |                 |                 | 7               |                 |                 | 5               |                 | 4               |                 |                 |                 |                 |                 |                 |                 |                 |                 |                 |                 |                 |                 |                 |                 |                 |                 |                 |                 |                 |                 |                 |                 |                 |                 |                 |                 |                 |                 |                 |                 |                 |
| Kraje uczestniczące  | Szwajcaria           | 92              | 61              | 4               | 2               |                 | 2               |                 | 3               | 2               |                 | 6               | 7               | 4               |                 | 10              |                 |                 |                 |                 |                 |                 | 2               |                 |                 |                 | 1               |                 |                 | 4               |                 | 2               |                 | 6               |                 |                 |                 | 6               |                 |                 |                 |                 |                 |
| Kraje uczestniczące  | Szwajcaria           | 92              | 31              | 2               |                 |                 |                 |                 |                 |                 |                 | 8               |                 | 1               | 4               | 1               |                 |                 |                 | 2               |                 |                 | 5               | 3               |                 |                 |                 |                 |                 | 1               | 4               |                 |                 |                 |                 |                 |                 |                 |                 |                 |                 |                 |                 |
| Kraje uczestniczące  | Polska               | 93              | 12              |                 |                 |                 |                 |                 |                 |                 |                 |                 |                 |                 |                 |                 |                 |                 | 2               | 1               |                 | 6               |                 |                 |                 | 2               |                 |                 |                 |                 |                 |                 |                 |                 |                 |                 |                 |                 | 1               |                 |                 |                 |                 |
| Kraje uczestniczące  | Polska               | 93              | 81              |                 |                 |                 |                 |                 |                 | 2               |                 |                 | 1               |                 | 3               |                 |                 |                 | 4               | 5               | 4               | 12              | 6               | 4               | 8               |                 | 1               |                 | 8               |                 | 5               |                 |                 | 2               | 8               | 7               |                 |                 |                 | 1               |                 |                 |                 |
| Kraje uczestniczące  | Serbia               | 30              | 14              |                 | 4               |                 |                 |                 |                 |                 |                 |                 |                 | 1               |                 |                 |                 |                 |                 |                 |                 |                 |                 | 3               |                 |                 |                 | 4               |                 |                 |                 | 1               |                 |                 |                 | 1               |                 |                 |                 |                 |                 |                 |                 |
| Kraje uczestniczące  | Serbia               | 30              | 16              |                 |                 | 1               |                 |                 |                 |                 |                 |                 |                 |                 |                 |                 |                 |                 |                 |                 |                 |                 |                 |                 |                 |                 | 6               | 7               |                 |                 |                 |                 |                 |                 |                 |                 |                 | 2               |                 |                 |                 |                 |                 |
| Kraje uczestniczące  | Francja              | 104             | 54              |                 |                 |                 |                 | 4               |                 |                 | 5               | 10              |                 |                 |                 | 7               |                 |                 | 1               | 7               |                 |                 |                 |                 | 6               |                 |                 |                 |                 |                 | 6               |                 |                 | 3               | 5               |                 |                 |                 |                 |                 |                 |                 |                 |
| Kraje uczestniczące  | Francja              | 104             | 50              |                 | 2               |                 |                 | 1               |                 | 3               |                 | 2               | 3               |                 |                 |                 |                 | 2               | 2               | 10              |                 |                 | 8               |                 | 1               | 1               | 3               |                 |                 |                 |                 | 3               |                 |                 |                 | 4               |                 | 1               | 3               |                 | 1               |                 |                 |
| Kraje uczestniczące  | Cypr                 | 126             | 68              | 2               |                 |                 | 10              |                 |                 |                 |                 | 1               | 4               |                 |                 | 1               |                 | 3               |                 | 5               | 4               |                 | 7               |                 | 1               | 1               |                 |                 |                 |                 | 5               | 4               | 3               |                 |                 |                 | 6               | 5               | 6               |                 |                 |                 |                 |
| Kraje uczestniczące  | Cypr                 | 126             | 58              |                 |                 |                 | 4               |                 |                 |                 |                 |                 | 7               |                 |                 |                 |                 | 8               |                 | 8               | 3               |                 | 2               |                 |                 |                 |                 |                 |                 | 6               | 2               | 12              |                 |                 |                 |                 |                 |                 | 1               | 5               |                 |                 |                 |
| Kraje uczestniczące  | Hiszpania            | 100             | 95              |                 | 10              | 3               |                 | 3               |                 | 6               |                 |                 | 1               |                 | 2               |                 | 3               | 4               | 6               | 6               | 3               |                 | 1               | 7               |                 |                 | 2               | 6               | 5               | 7               |                 |                 |                 | 7               |                 | 3               | 8               |                 |                 | 2               |                 |                 |                 |
| Kraje uczestniczące  | Hiszpania            | 100             | 5               |                 | 3               |                 |                 |                 |                 |                 |                 |                 |                 |                 |                 |                 |                 |                 |                 |                 |                 |                 |                 |                 |                 |                 |                 |                 |                 |                 |                 |                 |                 |                 |                 |                 |                 |                 |                 |                 | 2               |                 |                 |
| Kraje uczestniczące  | Szwecja              | 583             | 340             | 10              | 5               | 6               | 7               | 5               | 6               | 12              | 12              |                 | 12              | 8               | 12              | 12              | 10              | 7               | 8               | 10              | 12              | 12              | 10              | 12              | 12              | 12              | 7               | 10              | 12              | 10              | 12              | 6               | 4               | 12              | 12              | 7               | 10              | 12              | 10              | 4               |                 |                 |                 |
| Kraje uczestniczące  | Szwecja              | 583             | 243             | 4               | 7               | 5               | 7               | 6               | 3               | 8               | 5               |                 | 10              | 3               | 10              |                 | 6               | 10              | 10              | 7               | 8               | 3               | 10              | 1               | 7               | 4               | 4               | 2               | 5               | 10              | 8               | 8               | 7               | 8               | 6               | 10              | 8               | 10              | 8               | 8               | 7               |                 |                 |
| Kraje uczestniczące  | Albania              | 76              | 17              |                 |                 |                 |                 |                 |                 |                 |                 |                 |                 |                 |                 |                 |                 |                 |                 |                 | 1               |                 |                 |                 |                 |                 |                 |                 |                 | 8               |                 | 3               |                 |                 |                 |                 |                 |                 | 5               |                 |                 |                 |                 |
| Kraje uczestniczące  | Albania              | 76              | 59              | 3               |                 | 12              |                 |                 |                 |                 |                 |                 |                 | 7               |                 |                 |                 |                 | 3               |                 |                 |                 |                 | 8               |                 |                 | 7               | 6               |                 |                 |                 | 4               |                 |                 |                 |                 |                 | 3               |                 |                 | 6               |                 |                 |
| Kraje uczestniczące  | Włochy               | 350             | 176             | 12              |                 | 8               | 6               | 2               | 2               | 5               | 10              | 7               | 2               |                 | 5               | 6               | 4               | 1               | 7               |                 | 10              | 2               | 6               | 4               |                 |                 | 12              | 12              | 2               | 6               |                 |                 | 8               |                 |                 |                 | 3               | 10              | 12              | 12              |                 |                 |                 |
| Kraje uczestniczące  | Włochy               | 350             | 174             | 8               | 6               | 10              |                 | 2               | 7               | 6               | 6               | 6               | 12              |                 | 2               |                 | 1               |                 | 7               | 3               | 5               |                 | 7               | 10              | 6               | 7               | 8               | 8               |                 | 4               | 3               | 5               | 5               | 3               |                 | 1               |                 | 12              | 7               | 7               |                 |                 |                 |
| Kraje uczestniczące  | Estonia              | 168             | 146             |                 | 8               | 10              | 8               |                 |                 |                 | 7               | 2               | 8               | 6               |                 |                 | 2               | 8               |                 |                 | 7               | 5               |                 | 10              | 5               | 5               | 10              | 3               | 6               | 1               |                 |                 | 5               |                 |                 |                 | 12              |                 | 8               | 10              |                 |                 |                 |
| Kraje uczestniczące  | Estonia              | 168             | 22              |                 |                 |                 |                 |                 |                 |                 |                 |                 |                 |                 |                 | 6               |                 |                 |                 |                 |                 |                 |                 |                 | 5               |                 |                 |                 |                 |                 |                 |                 |                 | 5               |                 |                 | 6               |                 |                 |                 |                 |                 |                 |
| Kraje uczestniczące  | Finlandia            | 526             | 150             | 8               |                 |                 |                 | 7               | 8               | 3               | 1               | 12              |                 |                 | 10              |                 | 5               | 5               | 5               | 8               |                 |                 | 12              |                 | 3               | 8               |                 | 7               |                 | 3               | 8               |                 | 1               | 10              | 8               | 10              |                 | 8               |                 |                 |                 |                 |                 |
| Kraje uczestniczące  | Finlandia            | 526             | 376             | 12              | 10              | 8               | 10              | 12              | 6               | 7               | 12              | 12              | 6               | 6               | 12              |                 | 10              | 12              | 12              | 6               | 7               | 10              | 12              | 12              | 12              | 12              | 10              | 10              | 12              | 8               | 12              | 10              | 8               | 12              | 12              | 12              | 12              | 8               | 10              | 12              | 10              |                 |                 |
| Jurorzy Telewidzowie | Jurorzy Telewidzowie | Kraje głosujące | Kraje głosujące | Kraje głosujące | Kraje głosujące | Kraje głosujące | Kraje głosujące | Kraje głosujące | Kraje głosujące | Kraje głosujące | Kraje głosujące | Kraje głosujące | Kraje głosujące | Kraje głosujące | Kraje głosujące | Kraje głosujące | Kraje głosujące | Kraje głosujące | Kraje głosujące | Kraje głosujące | Kraje głosujące | Kraje głosujące | Kraje głosujące | Kraje głosujące | Kraje głosujące | Kraje głosujące | Kraje głosujące | Kraje głosujące | Kraje głosujące | Kraje głosujące | Kraje głosujące | Kraje głosujące | Kraje głosujące | Kraje głosujące | Kraje głosujące | Kraje głosujące | Kraje głosujące | Kraje głosujące | Kraje głosujące | Kraje głosujące | Kraje głosujące | Kraje głosujące | Kraje głosujące |
| Jurorzy Telewidzowie | Jurorzy Telewidzowie | Suma punktów    | Suma punktów    | Austria         | Portugalia      | Szwajcaria      | Polska          | Serbia          | Francja         | Cypr            | Hiszpania       | Szwecja         | Albania         | Włochy          | Estonia         | Finlandia       | Czechy          | Australia       | Belgia          | Armenia         | Mołdawia        | Ukraina         | Norwegia        | Niemcy          | Litwa           | Izrael          | Słowenia        | Chorwacja       | Wielka Brytania | Azerbejdżan     | Dania           | Grecja          | Gruzja          | Holandia        | Irlandia        | Islandia        | Łotwa           | Malta           | Rumunia         | San Marino      | Reszta świata   |                 |                 |
| Uczestnicy konkursu  | Czechy               | 129             | 94              | 5               | 7               | 12              |                 | 1               | 4               | 1               |                 | 3               |                 | 7               |                 | 8               |                 |                 | 3               |                 |                 | 7               | 4               | 5               |                 | 4               | 6               |                 |                 |                 |                 |                 |                 | 8               | 3               | 6               |                 |                 |                 |                 |                 |                 |                 |
| Uczestnicy konkursu  | Czechy               | 129             | 35              |                 |                 |                 | 3               | 4               |                 |                 |                 | 3               |                 | 2               |                 | 10              |                 |                 |                 |                 | 1               | 2               |                 |                 |                 | 2               |                 | 3               |                 | 3               |                 | 1               |                 |                 |                 |                 | 1               |                 |                 |                 |                 |                 |                 |
| Uczestnicy konkursu  | Australia            | 151             | 130             |                 | 12              | 2               | 4               |                 |                 | 8               |                 |                 | 3               |                 | 8               |                 | 7               |                 | 4               |                 | 5               | 8               | 5               | 8               | 4               |                 | 4               |                 | 10              | 5               | 2               | 5               | 2               |                 | 4               | 12              |                 |                 | 3               | 5               |                 |                 |                 |
| Uczestnicy konkursu  | Australia            | 151             | 21              |                 |                 |                 |                 |                 |                 |                 |                 | 1               |                 |                 | 6               | 8               |                 |                 |                 |                 |                 |                 |                 |                 |                 |                 |                 |                 | 2               |                 |                 |                 |                 | 1               |                 | 3               |                 |                 |                 |                 |                 |                 |                 |
| Uczestnicy konkursu  | Belgia               | 182             | 127             | 3               | 6               |                 | 5               |                 |                 |                 | 4               |                 | 5               | 2               | 6               | 5               |                 | 12              |                 |                 |                 |                 |                 |                 | 7               | 3               | 5               |                 | 7               |                 | 3               | 12              | 12              | 4               | 10              | 5               | 2               |                 | 2               | 7               |                 |                 |                 |
| Uczestnicy konkursu  | Belgia               | 182             | 55              |                 | 1               |                 |                 |                 | 2               |                 | 3               | 7               |                 |                 |                 |                 |                 | 3               |                 |                 |                 |                 | 4               | 2               |                 |                 | 2               |                 | 6               |                 | 6               |                 |                 | 10              | 3               | 6               |                 |                 |                 |                 |                 |                 |                 |
| Uczestnicy konkursu  | Armenia              | 122             | 69              | 1               |                 | 5               | 1               |                 | 7               | 4               | 3               |                 | 10              | 5               | 3               |                 | 8               |                 |                 |                 | 2               |                 |                 |                 |                 |                 |                 |                 | 3               |                 |                 |                 | 10              |                 | 6               |                 | 1               |                 |                 |                 |                 |                 |                 |
| Uczestnicy konkursu  | Armenia              | 122             | 53              |                 |                 |                 |                 |                 | 12              | 4               | 2               |                 |                 |                 |                 |                 | 2               |                 | 6               |                 | 2               |                 |                 |                 |                 | 3               |                 |                 |                 |                 |                 | 2               | 12              |                 |                 |                 |                 |                 |                 |                 | 8               |                 |                 |
| Uczestnicy konkursu  | Mołdawia             | 96              | 20              |                 |                 |                 |                 |                 |                 |                 |                 |                 |                 |                 |                 |                 |                 |                 |                 |                 |                 |                 | 8               |                 |                 |                 |                 | 2               |                 |                 |                 |                 |                 |                 |                 |                 |                 |                 | 7               | 3               |                 |                 |                 |
| Uczestnicy konkursu  | Mołdawia             | 96              | 76              |                 | 8               |                 |                 |                 | 8               | 1               | 1               |                 |                 | 12              |                 | 3               | 5               |                 |                 |                 |                 | 6               |                 |                 | 2               | 5               |                 | 1               | 1               |                 | 1               |                 | 3               |                 | 4               |                 |                 |                 | 12              | 3               |                 |                 |                 |
| Uczestnicy konkursu  | Ukraina              | 243             | 54              |                 |                 |                 |                 |                 | 1               |                 |                 |                 |                 | 10              | 7               |                 | 12              |                 |                 | 3               | 6               |                 |                 |                 | 2               | 7               |                 |                 |                 | 2               |                 |                 |                 |                 |                 |                 | 4               |                 |                 |                 |                 |                 |                 |
| Uczestnicy konkursu  | Ukraina              | 243             | 189             | 5               | 12              |                 | 12              |                 | 4               | 10              | 10              | 4               |                 | 8               | 8               |                 | 12              |                 | 1               | 1               | 12              |                 | 1               | 7               | 10              | 8               |                 |                 | 4               | 7               | 7               |                 | 10              |                 | 7               | 2               | 7               | 5               | 4               | 6               | 5               |                 |                 |
| Uczestnicy konkursu  | Norwegia             | 268             | 52              |                 | 1               | 4               |                 |                 |                 |                 | 2               | 8               |                 |                 |                 |                 |                 |                 |                 | 4               |                 |                 |                 | 6               |                 | 10              |                 |                 |                 |                 | 10              |                 |                 |                 |                 | 4               |                 | 2               |                 | 1               |                 |                 |                 |
| Uczestnicy konkursu  | Norwegia             | 268             | 216             | 7               | 4               | 2               | 8               | 5               | 1               | 5               | 8               | 10              | 4               | 10              | 7               | 12              | 7               | 6               | 8               | 4               | 6               | 7               |                 | 5               |                 | 10              | 5               | 5               | 7               | 2               | 10              | 6               | 2               | 7               | 5               | 8               | 3               | 7               | 5               | 4               | 4               |                 |                 |
| Uczestnicy konkursu  | Niemcy               | 18              | 3               |                 |                 |                 |                 |                 |                 |                 |                 |                 |                 |                 |                 |                 | 1               |                 |                 |                 |                 |                 |                 |                 |                 |                 |                 |                 |                 |                 |                 |                 |                 |                 |                 | 2               |                 |                 |                 |                 |                 |                 |                 |
| Uczestnicy konkursu  | Niemcy               | 18              | 15              | 6               |                 | 4               |                 |                 |                 |                 |                 |                 |                 |                 |                 | 5               |                 |                 |                 |                 |                 |                 |                 |                 |                 |                 |                 |                 |                 |                 |                 |                 |                 |                 |                 |                 |                 |                 |                 |                 |                 |                 |                 |
| Uczestnicy konkursu  | Litwa                | 127             | 81              | 7               |                 |                 | 3               |                 |                 |                 |                 |                 |                 | 3               | 1               |                 |                 | 10              |                 |                 |                 | 10              |                 | 1               |                 |                 | 8               |                 | 8               |                 | 4               |                 | 6               |                 | 1               |                 | 7               | 4               |                 | 8               |                 |                 |                 |
| Uczestnicy konkursu  | Litwa                | 127             | 46              |                 |                 |                 | 1               |                 |                 |                 |                 |                 |                 |                 | 5               |                 |                 |                 |                 |                 |                 | 4               |                 |                 |                 |                 |                 |                 | 10              |                 |                 |                 | 4               |                 | 10              |                 | 10              |                 |                 | 2               |                 |                 |                 |
| Uczestnicy konkursu  | Izrael               | 362             | 177             |                 |                 | 1               | 12              | 10              | 12              | 7               | 8               | 5               | 6               | 12              | 4               |                 |                 |                 | 10              | 12              |                 | 1               | 3               |                 | 10              |                 |                 | 8               | 4               | 12              |                 | 8               | 7               | 2               | 7               |                 | 5               | 7               | 4               |                 |                 |                 |                 |
| Uczestnicy konkursu  | Izrael               | 362             | 185             | 1               | 5               | 3               | 5               | 7               | 10              | 12              | 7               |                 | 5               | 5               |                 |                 | 8               | 5               | 5               | 12              | 10              | 1               | 3               |                 | 3               |                 |                 | 4               | 3               | 12              |                 | 7               | 6               | 6               | 1               |                 | 5               | 6               | 6               | 10              | 12              |                 |                 |
| Uczestnicy konkursu  | Słowenia             | 78              | 33              | 6               |                 |                 |                 | 12              |                 |                 |                 |                 |                 |                 |                 |                 | 6               |                 |                 |                 |                 | 3               |                 |                 |                 |                 |                 | 5               | 1               |                 |                 |                 |                 |                 |                 |                 |                 |                 |                 |                 |                 |                 |                 |
| Uczestnicy konkursu  | Słowenia             | 78              | 45              |                 |                 |                 | 2               | 8               |                 |                 |                 |                 | 2               |                 | 1               | 7               | 3               | 1               |                 |                 |                 |                 |                 |                 |                 |                 |                 | 12              |                 | 5               |                 |                 |                 |                 |                 |                 | 2               |                 | 2               |                 |                 |                 |                 |
| Uczestnicy konkursu  | Chorwacja            | 123             | 11              |                 | 3               |                 |                 | 8               |                 |                 |                 |                 |                 |                 |                 |                 |                 |                 |                 |                 |                 |                 |                 |                 |                 |                 |                 |                 |                 |                 |                 |                 |                 |                 |                 |                 |                 |                 |                 |                 |                 |                 |                 |
| Uczestnicy konkursu  | Chorwacja            | 123             | 112             | 10              |                 | 6               | 6               | 10              |                 |                 |                 | 5               | 8               | 4               |                 | 4               | 4               | 4               |                 |                 |                 | 8               |                 | 6               | 4               | 6               | 12              |                 |                 |                 |                 |                 | 1               |                 | 2               | 5               | 4               |                 |                 |                 | 3               |                 |                 |
| Uczestnicy konkursu  | Wielka Brytania      | 24              | 15              |                 |                 |                 |                 |                 |                 |                 |                 | 4               |                 |                 |                 | 4               |                 |                 |                 |                 |                 | 4               |                 |                 |                 |                 |                 |                 |                 |                 | 1               |                 |                 |                 | 2               |                 |                 |                 |                 |                 |                 |                 |                 |
| Uczestnicy konkursu  | Wielka Brytania      | 24              | 9               |                 |                 |                 |                 |                 |                 |                 |                 |                 |                 |                 |                 |                 |                 |                 |                 |                 |                 | 5               |                 |                 |                 |                 |                 |                 |                 |                 |                 |                 |                 |                 |                 |                 |                 | 4               |                 |                 |                 |                 |                 |

## Pozostałe nagrody

### Nagrody im. Marcela Bezençona
W 2023 po raz kolejny przyznane zostały tzw. Nagrody im. Marcela Bezençona, czyli wyróżnienia przyznawane od 2002 dla najlepszych piosenek biorących udział w koncercie finałowym, sygnowane nazwiskiem twórcy konkursu – Marcela Bezençona. Pomysłodawcami statuetek byli szwedzcy piosenkarze Christer Björkman i Richard Herrey z zespołu Herreys.
Nagrody podzielone są na trzy kategorie:
- Nagroda Dziennikarzy (zwycięzcę wybierają akredytowani dziennikarze),
- Nagroda Artystyczna (zwycięzcę wybierają komentatorzy konkursu),
- Nagroda Kompozytorska (zwycięzcę wybierają kompozytorzy biorący udział w konkursie).

W 2023 zdobywcami nagród byli:
| Kategoria            | Kraj    | Wykonawca     | Utwór      | Autor(zy)                                                                                     |
| -------------------- | ------- | ------------- | ---------- | --------------------------------------------------------------------------------------------- |
| Nagroda Dziennikarzy | Szwecja | Loreen        | „Tattoo”   | Lorine Talhaoui Jimmy Jansson Jimmy „Joker“ Thörnfeldt Cazzi Opeia Peter Boström Thomas G:son |
| Nagroda Artystyczna  | Szwecja | Loreen        | „Tattoo”   | Lorine Talhaoui Jimmy Jansson Jimmy „Joker“ Thörnfeldt Cazzi Opeia Peter Boström Thomas G:son |
| Nagroda Kompozytorów | Włochy  | Marco Mengoni | „Due vite” | Marco Mengoni Davide Petrella Davide Simonetta                                                |

### Faworyt OGAE

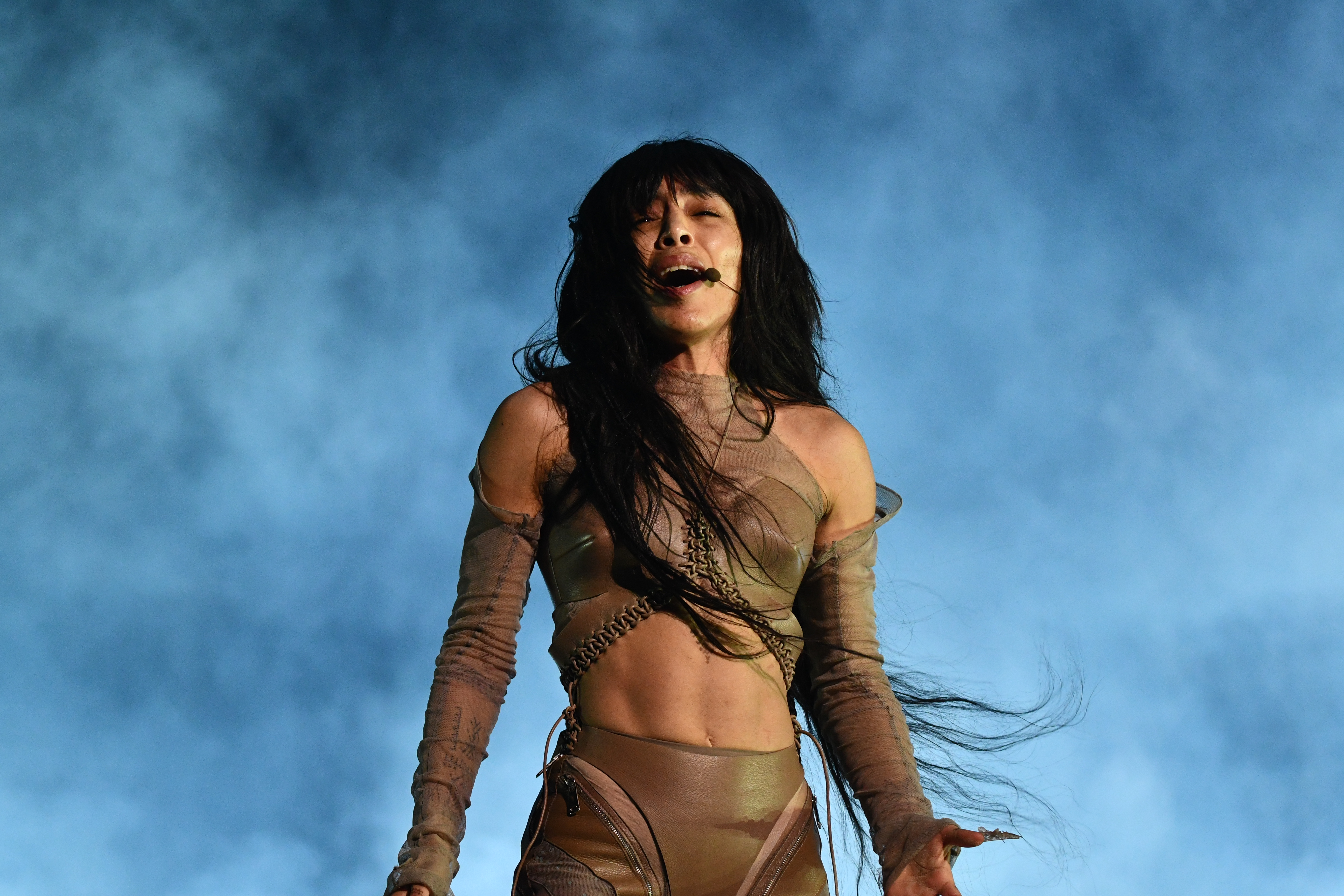
Loreen, zwyciężczyni Stowarzyszenia Miłośników Konkursu Piosenki Eurowizji (OGAE) do wygrania konkursu

Od 2007 corocznie, przed każdym konkursem, większość oddziałów Stowarzyszenia Miłośników Konkursu Piosenki Eurowizji (OGAE), zrzeszającej 44 krajowych fanklubów Konkursu Piosenki Eurowizji, przeprowadza głosowanie, w którym głosuje na wszystkie piosenki zgłoszone do danej edycji (z wyłączeniem propozycji krajowej), przy użyciu tak zwanego systemu eurowizyjnego (to znaczy 1–8, 10 i 12 punktów dla dziesięciu ulubionych utworów).
W 2023 faworytami do zwycięstwa byli:
| Lp. | Kraj      | Wykonawca     | Utwór                    | Punkty OGAE |
| --- | --------- | ------------- | ------------------------ | ----------- |
| 1   | Szwecja   | Loreen        | „Tattoo”                 | 423         |
| 2   | Finlandia | Käärijä       | „Cha Cha Cha”            | 394         |
| 3   | Francja   | La Zarra      | „Évidemment”             | 302         |
| 4   | Norwegia  | Alessandra    | „Queen of Kings”         | 263         |
| 5   | Austria   | Teya i Salena | „Who the Hell Is Edgar?” | 228         |

## Pozostałe kraje
Możliwość wzięcia udziału w Konkursie Piosenki Eurowizji wymaga narodowego nadawcy z aktywnym członkostwem w Europejskiej Unii Nadawców, który będzie mógł nadawać konkurs za pośrednictwem sieci Eurowizji.

### Aktywni członkowie EBU
- Bułgaria – 18 października media po próbie kontaktu z nadawcą przez inne profile, czy też oficjalne centrum prasowe otrzymywały informację, że „nie ma oficjalnego stanowiska ani informacji, którymi można by się obecnie podzielić”[242][243], ale 19 października BNT potwierdziło bułgarskim mediom, że kraj nie weźmie udziału w konkursie z powodu ograniczeń finansowych[134]. Przedtem, eurowizyjne konto na Twitterze, które w przeszłości należało do bułgarskiego nadawcy Byłgarska nacionałna telewizija (BNT) na pytanie, czy kraj weźmie udział w konkursie, potwierdziło brak udziału z powodu braku zainteresowania nadawcy[244]. Podkreślono też, że szanse na powrót kraju w niedalekiej przyszłości są znikome[244].
- Czarnogóra – 13 października 2022 czarnogórski nadawca Radiotelevizija Crne Gore (RTCG) potwierdził wycofanie się kraju z udziału w konkursie z powodu ograniczeń finansowych oraz braku chętnych sponsorów, stwierdzając, że „istniejące środki powinny być skierowane na finansowanie bieżących i planowanych projektów krajowych oraz reform organizacyjnych i programowych”[136].
- Macedonia Północna – w maju 2022 roku nadawca Makedonska Radio Televizija (MKRTV) wydał oświadczenie, w którym jest zawarte m.in. to, że rozważa rezygnację z konkursu z powodu negatywnego obrazu wizerunku kreowanego przez delegację, a także z powodu negatywnych opinii publiczności macedońskiej[245]. Konkurs nie znalazł się w planach budżetowych nadawcy na 2023 rok[246]. 14 października 2022 dyrektor generalny nadawcy wydał oświadczenie, w którym ogłosił rezygnację Macedonii Północnej z udziału w konkursie z powodu ograniczeń finansowych i ryzyka wzrośnięcia opłaty za składkę na uczestnictwo, ale ma nadzieje na powrót państwa w 2024[137].
- Monako – udział w konkursie znalazł się we wstępnym budżecie państwa na rok 2022[247], lecz w kwietniu 2022 okazało się jednak, że plany te zostały finalnie opóźnione, ponieważ nowy krajowy nadawca publiczny, TVMonaco, ma rozpocząć nadawanie dopiero pomiędzy czerwcem a wrześniem 2023 roku, zamiast początkowo przewidywanego okresu pod koniec 2022 roku[248], oraz uzyskać członkostwo w Europejskiej Unii Nadawców[249]. Poprzedni nadawca kraju w konkursie i jedyny dotychczas członek EBU, Télé Monte-Carlo (TMC), jest teraz w 100% własnością francuskiego nadawcy TF1[249]. 5 września 2022 spółka MMD potwierdziła, że nie zorganizuje powrotu kraju do udziału w konkursie[250].
- Słowacja – 10 czerwca 2022 słowacki nadawca Rozhlas a televízia Slovenska (RTVS) potwierdził, że nie powróci do udziału w konkursie w 2023 z powodu ograniczeń finansowych i niskiej oglądalności konkursu na Słowacji[251], jednak dwa dni później czeskie źródło podało, że wycofują się z tej decyzji twierdząc, że zostanie ona podjęta w sierpniu, gdyż w tym samym okresie dojdzie do zmiany dyrektora telewizji RTVS. Słowacja nie znalazła się na liście państw uczestniczących w konkursie[133].

Poniższe kraje potwierdziły, że nie planują powrócić do udziału w konkursie w 2023 bez podania przyczyny:
- Andora – RTVA[252]
- Bośnia i Hercegowina – BHRT[253]
- Luksemburg – RTL Télé Lëtzebuerg[254]

### Członkowie stowarzyszeni EBU
- Kazachstan – 5 października 2022 producent telewizyjny Żan Mukanow stwierdził, że kazachski nadawca Khabar Agency (KA) dyskutował z EBU na temat potencjalnego zaproszenia do debiutu w konkursie w 2023, stwierdzając, że „istnieje każda szansa [dla Kazachstanu] na udział w dorosłej Eurowizji w przyszłym roku”, i że udział kraju w Konkursie Piosenki Eurowizji dla Dzieci 2022 ma „znaczący wpływ” na jego szanse na debiut[255][256]. Kazachstan nie znalazł się na liście państw uczestniczących w konkursie[133].

### Członkowie spoza EBU
- Białoruś – 28 maja 2021 podczas specjalnie zwołanego spotkania Europejska Unia Nadawców zdecydowała się na zawieszenie członkostwa białoruskiego nadawcy Biełteleradyjokampanija (BTRC), przez co formalnie białoruski nadawca nie może m.in. uczestniczyć w konkursach EBU[257]. Od 28 maja zarząd stacji miał dwa tygodnie na ustosunkowanie się do decyzji[258], jednak tego nie zrobił. 1 lipca stacja oficjalnie została wykluczona z organizacji, przez co może wziąć udział w konkursie najwcześniej w 2025 roku, chyba że EBU zdecyduje się na wcześniejsze przywrócenie członkostwa[259].
- Kosowo – 16 maja 2022 Shkumbin Ahmetxhekaj, pełniący obowiązki dyrektora generalnego kosowskiego nadawcy RTK powiedział, że stacja chce ubiegać się o członkostwo w Europejskiej Unii Nadawców do końca tego roku, aby umożliwić jej udział w Konkursie Piosenki Eurowizji. Potwierdził również, że jeśli RTK uzyska członkostwo, Kosowo weźmie udział w konkursie[260].
- Liechtenstein – 9 sierpnia 2022 krajowy nadawca 1FLTV poinformował, że nie będzie ubiegać się o członkostwo w Europejskiej Unii Nadawców, przez co kraj nie weźmie udział w konkursie w 2023[261].
- Rosja – 26 lutego 2022, dzień po wykluczeniu kraju z udziału w konkursie w 2022 w świetle rosyjskiej inwazji na Ukrainę, poinformowano o wyjściu z EBU wszystkich trzech stacji pochodzących z Rosji (Pierwyj kanał, RTR i Radio Dom Ostankino), co uniemożliwiło udział kraju w przyszłych konkursach, dopóki stacje dołączą do EBU ponownie[262].

## Międzynarodowi nadawcy oraz głosowanie

### Sekretarze
Poniższy spis uwzględnia poszczególne nazwiska osób, które podały punkty od jury każdego poszczególnego państwa w finale konkursu.

1. Ukraina – Złata Ogniewicz
(reprezentantka Ukrainy w konkursie w 2013)
2. Włochy – Kaze
3. Łotwa – Jānis Pētersons
(reprezentant Łotwy w konkursie w 2022 jako członek zespołu Citi Zēni)
4. Holandia – S10
(reprezentantka Holandii w konkursie w 2022)
5. Malta – Ryan Hili
6. Mołdawia – Doina Stimpovschi
7. Irlandia – Niamh Kavanagh
(zwyciężczyni konkursu w 1993 oraz reprezentantka Irlandii w konkursie w 2010)
8. San Marino – John Kennedy O’Connor
9. Azerbejdżan – Narmin Salmanova
10. Austria – Philipp Hansa
11. Francja – Anggun
(reprezentantka Francji w konkursie w 2012)
12. Finlandia – Bess
13. Belgia – Bart Cannaerts
14. Niemcy – Elton
15. Portugalia – Maro
(reprezentantka Portugalii w konkursie w 2022)
16. Chorwacja – Maja Ciglenečki
17. Estonia – Ragnar Klavan
18. Armenia – Maléna
(zwyciężczyni Konkursu Piosenki Eurowizji Junior w 2021)
19. Polska – Ida Nowakowska
(współprowadząca konkurs Piosenki Eurowizji Junior w 2019 i w 2020)
20. Rumunia – Eda Marcus
21. Islandia – Einar Stefánsson
(reprezentant Islandii w konkursie w 2019 jako członek zespołu Hatari)
22. Serbia – Dragana Kosjerina
23. Cypr – Lukas Hamatsos
24. Norwegia – Ben Adams
(reperezentant Norwegii w konkursie w 2022 jako członek zespołu Subwoolfer)
25. Szwajcaria – Chiara Dubey
26. Australia – Catherine Martin
27. Dania – Tina Müller
28. Hiszpania – Ruth Lorenzo
(reprezentantka Hiszpanii w konkursie w 2014)
29. Izrael – Ilanit
(reprezentantka Izraela w konkursach w 1973 i 1977)
30. Szwecja – Farah Abadi
31. Gruzja – Archil Sulakwelidze
(reprezentant Gruzji w konkursie w 2022 jako członek zespołu Circus Mircus)
32. Czechy – Radka Rosická
33. Słowenia – Melani Mekicar
34. Grecja – Fotis Sergulopulos
35. Albania – Andri Xhahu
36. Litwa – Monika Liu
(reprezentantka Litwy w konkursie w 2022)
37. Wielka Brytania – Catherine Tate

### Nadawcy publiczni i komentatorzy
Poniższy spis uwzględnia nazwiska komentatorów poszczególnych nadawców publicznych transmitujących widowisko.
Kraje uczestniczące
- Albania – Andri Xhahu(inne języki) (RTSH 1, RTSH Muzikë i Radio Tirana – półfinały i finał)[263]
- Armenia – Hrachuhi Utmazyan(inne języki) i Hamlet Arakelyan(inne języki) (AMPTV – półfinały i finał)[264]
- Australia – Myf Warhurst(inne języki) i Joel Creasey(inne języki) (SBS – półfinały i finał)[265]
- Austria – Andi Knoll (ORF 1 – półfinały i finał), Jan Böhmermann i Olli Schulz (FM4 – finał)[266]
- Azerbejdżan – Azər Süleymanlı (İTV – półfinały i finał)[267]
- Belgia – niderlandzki: Peter Van de Veire(inne języki) (één – półfinały i finał); francuski: Jean-Louis Lahaye i Maureen Louys(inne języki) i Maureen Louys (Tipik – pierwszy półfinał; La Une – drugi półfinał i finał)[268]
- Chorwacja – Duško Ćurlić (HRT 1 – półfinały)[269]
- Cypr – Melina Karageorgiu i Aleksandros Taramuntas (CyBC 1, CyBC Sat – półfinały i finał)[270]
- Czechy – Jan Maxián (ČT2 – półfinały i finał)[271]
- Dania – Nicolai Molbech (DR 1 – półfinały i finał)[272]
- Estonia – Marko Reikop (ERR – półfinały i finał), Aleksandr Hobotow i Julia Kalenda (ETV+ - półfinały i finał), język migowy: różni tłumacze (ETV2 – finał)[273]
- Finlandia – fiński: Mikko Silvennoinen (Yle TV1 – półfinały i finał); szwedzki: Johan Lindroos i Eva Frantz (Yle X3M – półfinały i finał); inari: Heli Huovinen (Yle Areena – półfinały i finał); północnosaamski: Aslak Paltto (Yle Areena – półfinały i finał); ukraiński: Galina Siergiejewa (Yle Areena – półfinały i finał); rosyjski: Lewan Twaltwadze (Yle Areena – półfinały i finał)[274]
- Francja – Anggun i André Manoukian (France 4 – półfinały), Laurence Boccolini i Stéphane Bern (France 2 – finał)[275][276]
- Grecja – Maria Kozaku i Jenny Melita (ERT 1 – półfinały i finał), Dimitris Meidanis, Maria Kozakou i Jenny Melita (Deftero Programma)[277]
- Gruzja - Nika Lobiladze (1TV – półfinały i finał)[278]
- Hiszpania – Tony Aguilar i Julia Varela (La 1 – drugi półfinał i finał; La 2 – pierwszy półfinał; TVE International – półfinały i finał), David Asensio, Imanol Durán, Irene Vaquero i Ángela Fernández  (Radio Nacional – finał)[279][280]
- Holandia – Cornald Maas i Jan Smit (NPO 1, BVN TV – półfinały i finał), Wouter van der Goes i Frank van ’t Hof (NPO Radio 2)[281]
- Irlandia – Marty Whelan(inne języki) (RTÉ One – pierwszy półfinał i finał, RTÉ Two – drugi półfinał), Neil Doherty i Zbyszek Zaliński (RTÉ 2fm - pierwszy półfinał i finał)[282][283]
- Islandia – Gísli Marteinn Baldursson (RÚV 1 – półfinały i finał), migowy: Gísli Marteinn Baldursson (RÚV 2(inne języki) – półfinały i finał)[284]
- Izrael – Asaf Liberman i Akiwa Nowik (Kan 11, Kan 88 – półfinały), Asaf Liberman i Doron Medalie (Kan 11, Kan 88 – finał)[285][286]
- Litwa – Ramūnas Zilnys (LRT televizija, LRT Radijas – półfinały i finał)[287]
- Łotwa – Toms Grēviņš; Lauris Reiniks (LTV1 – półfinały i finał; finał)[288]
- Malta - brak komentatora (PBS – półfinały i finał)[289]
- Mołdawia - Ion Jalbă (Moldova 1, Radio Moldova, Radio Moldova Muzical - półfinały i finał)[289]
- Niemcy – Peter Urban (One – półfinały i finał, Das Erste – finał, DW Deutsch, DW Deutsch+ – finał)[290][291]
- Norwegia – Marte Stokstad(inne języki) (NRK 1 – półfinały i finał)[292][293]
- Polska – Aleksander Sikora i Marek Sierocki (TVP1 i TVP Polonia – półfinały i finał)[294]
- Portugalia – José Carlos Malato i Nuno Galopim (RTP1, RTP África i RTP Internacional – półfinały i finał)[295]
- Rumunia – Bogdan Stănescu i Kyrie Mendel (TVR 1, TVRi – półfinały i finał)[296]
- San Marino – Lia Fiorio i Gigi Restivo (San Marino RTV, Radio San Marino – półfinały i finał)[297]
- Serbia – Duška Vučinić (RTS3 – półfinały, RTS1 – finał, RTS Svet – półfinały i finał)[298]
- Słowenia – Andrej Hofer (TV SLO 2 – półfinały, TV SLO 1 – finał; Radio Val 202 i Radio Maribor – drugi półfinał i finał)[299]
- Szwajcaria – niemiecki: Sven Epiney (SRF Zwei – półfinały; SRF 1 – finał), francuski: Jean-Marc Richard, Nicolas Tanner i Priscilla Formaz (RTS 2 – półfinały; RTS 1 – finał), włoski: Ellis Cavallini i Gian-Andrea Costa (RSI La 2 – półfinały; RSI La 1 – finał)
- Szwecja – Edward af Sillén i Måns Zelmerlöw (SVT 1 – półfinały i finał), Carolina Norén (SR P4 – półfinały i finał)[300][301]
- Ukraina – Timur Mirosznyczenko (Suspilne Kultura – półfinały i finał), Oleksandra Franko i Oleksandr Barbelen (Radio Promiń(inne języki) – finał)[302]
- Wielka Brytania – Scott Mills i Rylan Clark; Mel Giedroyc i Graham Norton (BBC One – półfinały i finał), Paddy O’Connell (BBC Radio 2, BBC Radio Merseyside – półfinały), Claire Sweeney i Paul Quinn (BBC Radio 2, BBC Radio Merseyside – finał)[303]
- Włochy – Gabriele Corsi i Mara Maionchi (Rai 2 – półfinały, Rai 1 – finał), Mariolina Simone, Diletta Parlangeli i Saverio Raimondo (Rai Radio 2 – półfinały i finał)[304]

Kraje nieuczestniczące
- Chile – Sergio Lagos i Rayén Araya (Canal 13 – finał)[305]
- Czarnogóra - Dražen Bauković i Tijana Mišković (TVCG 2 – półfinały i finał)[306]
- Kosowo – albański: Jeta Çitaku i Ylber Asllanaj (RTK1 – półfinały i finał)[307]
- Macedonia Północna – Aleksandra Jowanowska i Eli Tanaskowska (MRT 1 – półfinały i finał)[137]
- Słowacja – Daniel Baláž, Lucia Haverlík, Pavol Hubinák i Juraj Malíček (Rádio FM – finał)[308]
- Stany Zjednoczone – Johnny Weir (Peacock – półfinały i finał)[309]
- Wyspy Owcze – duński: Nicolai Molbech (KVF – półfinały i finał)[310][311]

## Oglądalność
Europejska Unia Nadawców ogłosiła, że finał jak i pozostałe dwa wieczory półfinałowe oglądało 162 milionów widzów. Dane zebrano od 38 nadawców publicznych, transmitujących konkurs. Udział widowni wynosił 40,9%, gdzie średnio na co dzień krajowi nadawcy generują udział na poziomie 17,4%. Konkurs w Polsce obejrzało średnio 3,497 mln widzów, co stanowi spadek o 270 tysięcy osób w porównaniu z ubiegłorocznym koncertem w Turynie. Wzrósł udział w rynku wieczora: z 36,35% do 38,89%.
Konkurs cieszył się ogromnym zainteresowaniem w Wielkiej Brytanii. Finał w BBC One śledziło średnio 9,9 miliona widzów, co przyniosło udział widowni na poziomie 62,3%. Co trzeci nadawca publiczny transmitujący konkurs przyciągnął dzięki programowi co najmniej 50% całej widowni, oglądającej w tym czasie telewizję. Na pierwszym miejscu znalazła się Islandia (98,7%), Na kolejnych pozycjach znalazły się Norwegia (87,8%), Finlandia (85,6%) i Szwecja (82,3%). Duże wzrosty oglądalności zanotowały Australia, Słowenia, Niemcy, Francja czy Finlandia, która osiągnęła największą widownię od 2007 roku – czyli edycji, gdy konkurs miał miejsce w Helsinkach.